# História da Europa

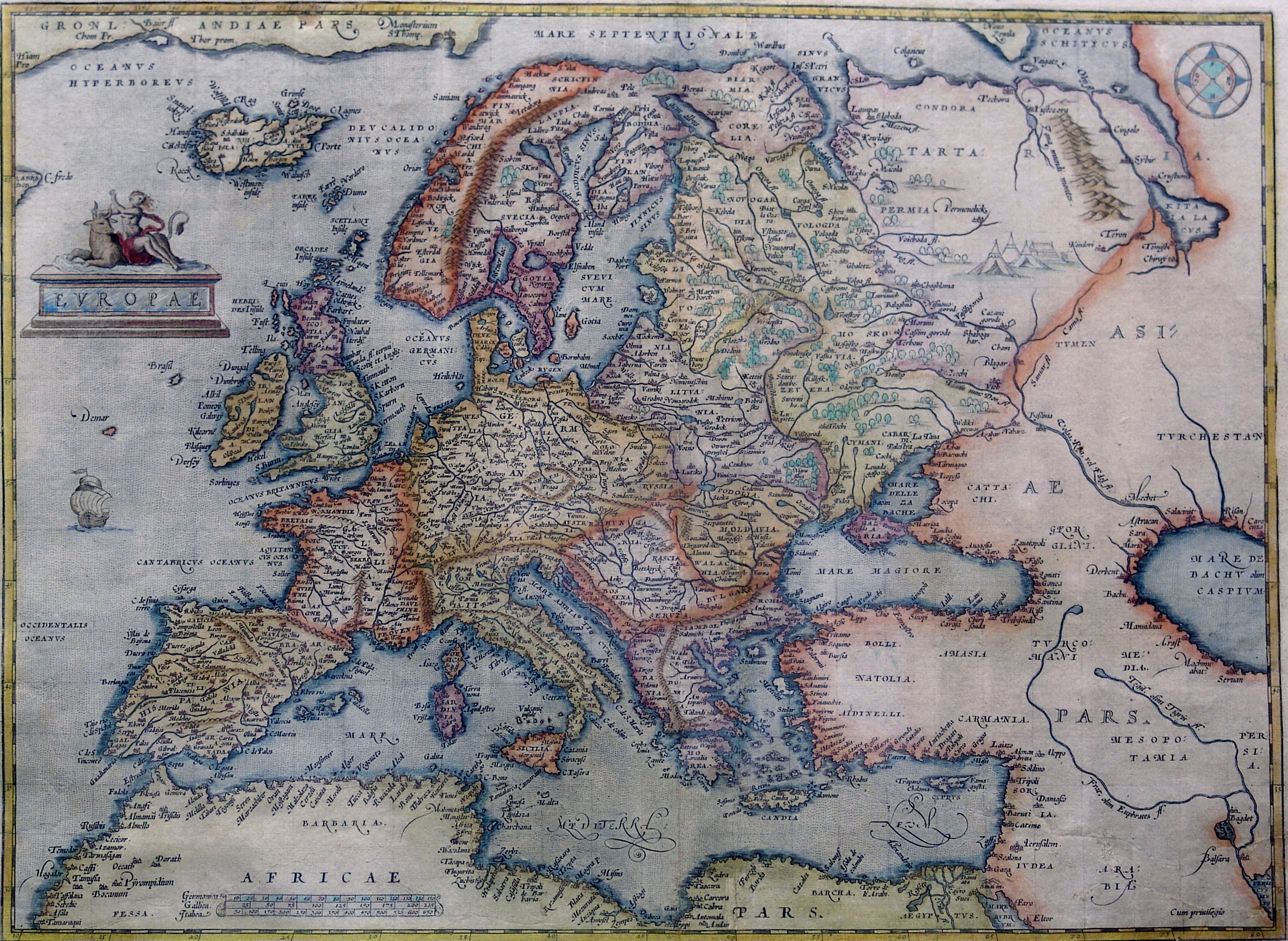
Europa, desenhada pelo cartógrafo antuérpio Abraham Ortelius em 1595

A História da Europa descreve a passagem no tempo desde os primeiros humanos que habitaram o continente europeu até a atualidade. A primeira evidência do Homo sapiens na Europa data de 35 000 a.C. O relato mais antigo feito sobre o continente é a Ilíada, de Homero, da Grécia Antiga, que data de 700 a.C. A República Romana foi estabelecida em 509 a.C., e transformada no Novo Império de Augusto na primeira metade do século I. A religião cristã foi adotada no século IV. Confrontado com migrações bárbaras e a praga, o império foi dividido entre Leste e Oeste e a Idade Média se instalou no coração da Europa Ocidental. O Império Bizantino manteve a luz da civilização acesa no Leste. A Igreja Oriental e Ocidental confrontaram-se por séculos sobre o meio de governo eclesiástico, provocando o cisma em 1054, que aconteceu em seguida à divisão anterior de 451, e foi prosseguida das Cruzadas do oeste para recuperar o leste da Invasão dos Muçulmanos. A sociedade feudal começava a ruir enquanto os invasores mongóis carregavam a peste negra com eles. Os muros de Constantinopla caem em 1453, e ainda o Novo Mundo é descoberto em 1492, por iniciativa de Portugueses e Espanhóis. A Europa acorda do período medieval através do redescobrimento do ensinamento clássico. O Renascimento foi seguido da Reforma Protestante, do frade alemão Martinho Lutero, que atacou a autoridade papal. A Guerra dos Trinta Anos, a Paz de Vestfália e a revolução Gloriosa deram a base para uma nova era de expansão e o iluminismo.
A revolução industrial, começando na Grã-Bretanha, permitiu às pessoas, pela primeira vez, não dependerem mais de material de subsistência. O recente Império Britânico dividiu-se assim como suas colônias na América revoltadas para estabelecer um governo representativo. Uma mudança política na Europa aconteceu a partir da Revolução Francesa, quando as pessoas gritavam "Liberté, Egalité, Fraternité". O líder francês seguinte, Napoleão Bonaparte, conquistou e reformou a estrutura social do continente através de guerras até 1815 Quanto mais e mais donos de pequenas propriedades ganhavam poder de voto, na França e no Reino Unido, a atividade socialista e dos sindicatos desenvolveu-se e a revolução se instalou na Europa em 1848. Os últimos vestígios de servidão foram abolidos do Império Austríaco no mesmo ano. A servidão russa foi abolida em 1861. As nações balcânicas começaram a ganhar suas independências do Império Otomano. Depois da Guerra Franco-Prussiana, o Reino de Itália e o Império Alemão foram formadas de grupos de principados em 1870 e 1871. Conflitos desencadearam-se ao redor do globo, em uma série de impérios, até que a procura do lugar ao sol acabou com o início da Primeira Guerra Mundial. No desespero da guerra, a Revolução Russa prometia ao povo "paz, pão e terra". Além de humilhada com o Tratado de Versalhes, a Alemanha tem sua economia destruída com a grande depressão e uma nova grande guerra. Com a vitória do capitalismo e do comunismo sobre o fascismo, começou uma nova ordem mundial conhecida como guerra fria. A Europa Ocidental formou uma área de livre comércio, dividida pela Cortina de Ferro da União Soviética. Quando o muro de Berlim caiu em 1989, a Europa assinou um novo tratado de união, que em 2007, compreendia 27 países.

## Pré-história

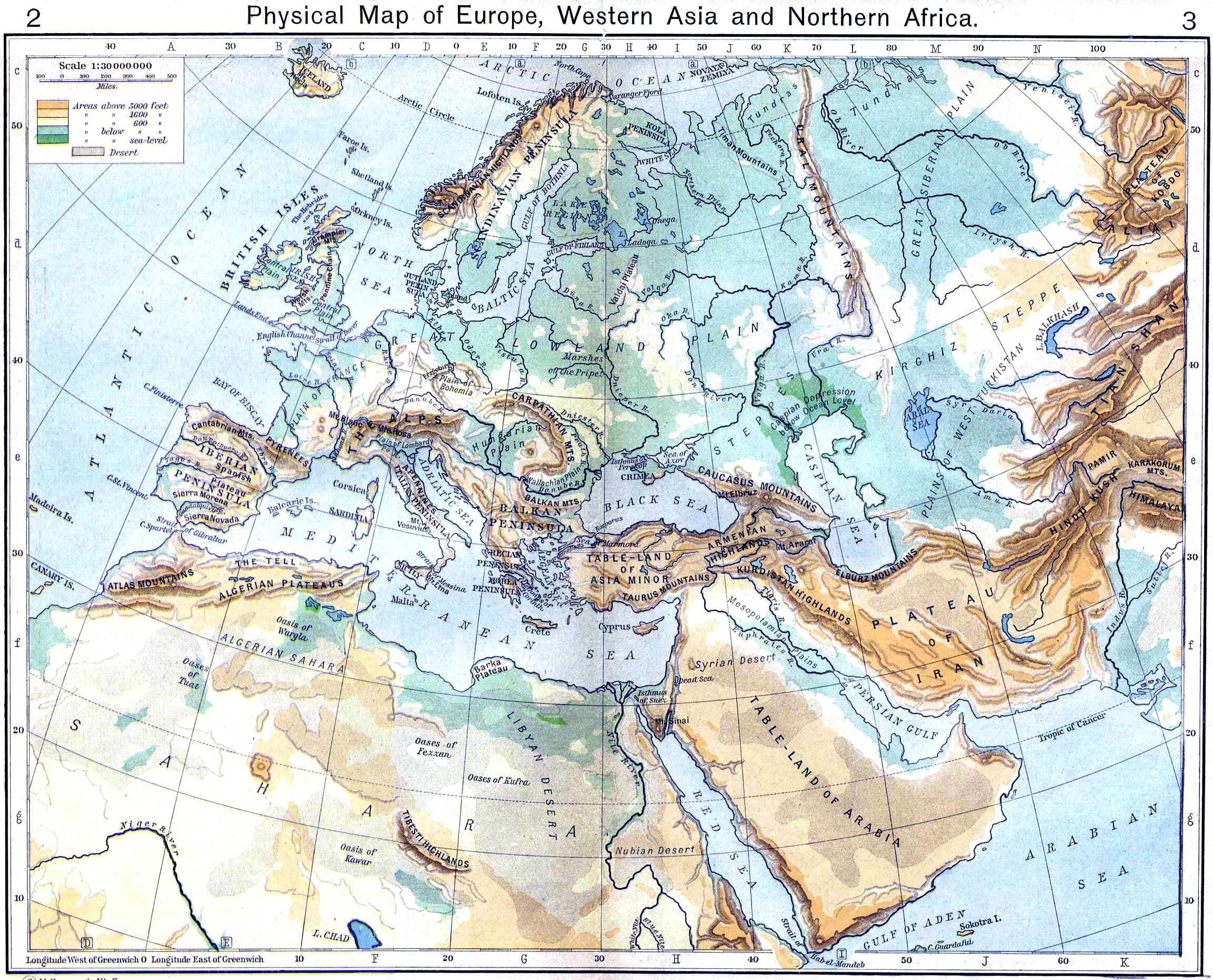
O relevo europeu

Os Homo erectus e os Neanderthalis habitavam a Europa bem antes do surgimento dos humanos modernos, os Homo sapiens.
Os ossos dos primeiros europeus foram achados em Dmanisi, Geórgia, e datados de 1,8 milhões de anos. O primeiro aparecimento do povo anatomicamente moderno na Europa é datado de 35 000 a.C. Evidências de assentamentos permanentes datam do VII milênio a.C. na Bulgária, Romênia e Grécia. O período neolítico chegou na Europa central no VI milênio a.C. e em partes da Europa Setentrional no V e V milênio a.C. A civilização Tripiliana (5508-2 750 a.C.) foi a primeira grande civilização da Europa e uma das primeiras do mundo; era localizada na Ucrânia moderna e também na Moldávia e Romênia. Foi provavelmente mais antiga que os Sumérios no Oriente Próximo, e tinha cidades com 15 000 habitantes que cobriam 450 hectares.
Começando no Neolítico, tem-se a civilização dos Camunos no Val Camonica, península Itálica, que deixou mais de 350 000 petróglifos, o maior sítio arqueológico da Europa.
Também conhecido como Idade do Cobre, o Calcolítico europeu foi um tempo de mudanças e confusão. O fato mais relevante foi a infiltração e invasão de imensas partes do território por povos originários da Ásia Central, considerado pelos principais historiadores como sendo os originais indo-europeus, mas há ainda diversas teorias em debate. Outro fenômeno foi a expansão do megalitismo e o aparecimento da primeira significante estratificação econômica e, relacionado a isso, as primeiras monarquias conhecidas da região dos Balcãs. A primeira civilização bem conhecida da Europa foi as do Minoicos da ilha de Creta e depois os Micenas em adjacentes partes da Grécia, no começo do segundo milênio a.C.
Embora o uso do ferro fosse de conhecimento dos povos egeus por volta de 1 100 a.C., não chegou à Europa Central antes de 800 a.C., levando ao início da Cultura de Hallstatt, uma evolução da Idade do Ferro (que até então se encontrava na Cultura dos Campos de Urnas). Provavelmente como subproduto desta superioridade tecnológica, pouco depois os indo-europeus consolidam claramente suas posições na península Itálica e na Península Ibérica, penetrando profundamente naquelas penínsulas (Roma foi fundada em 753 a.C.).

## Mundo Clássico

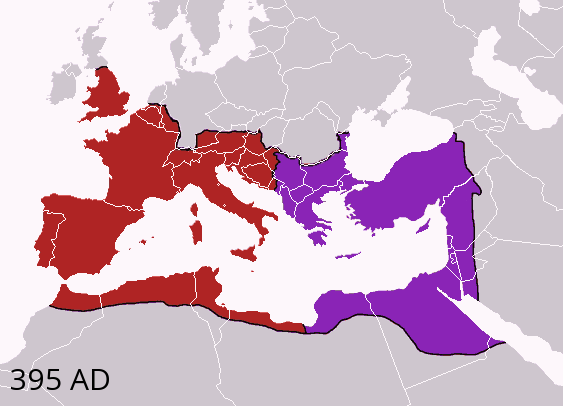
A divisão do império após a morte de Teodósio I, ca. 395 sobreposta às fronteiras atuais.
Império Romano do Ocidente
Império Romano do Oriente

Os gregos e romanos deixaram um legado na Europa que é evidente nos pensamentos, leis, mentes e línguas atuais. A Grécia Antiga foi uma união de cidades-Estado, na qual uma primitiva forma de democracia se desenvolveu. Atenas foi sua cidade mais poderosa e desenvolvida, e um berço de ensinamento nos tempos de Péricles. Fóruns de cidadãos aconteciam e o policiamento do estado deu ordem ao aparecimento dos mais notáveis filósofos clássicos, como Sócrates, Platão e Aristóteles. Como rei do Reino Grego da Macedônia, as campanhas militares de Alexandre o Grande espalharam a cultura helenística e os ensinamentos até as nascentes do rio Indo. Mas a República Romana, alicerçada pela vitória sobre Cartago nas Guerras Púnicas, estava crescendo na região. A sabedoria grega passada às instituições romanas, assim como a própria Atenas foi absorvida sob a bandeira do senado e do povo de Roma. Os romanos expandiram seu Estado desde a Arábia até a Britânia. Em 44 a.C., seu líder, Júlio César foi morto sob suspeita de estar corrompendo a república para se tornar um ditador. Na sucessão, Otaviano assumiu o poder e, embora tenha mantido as instituições republicanas, inclusive o senado romano, de fato concentrou o poder no seu cargo de príncipe do senado e adotou o título de "augusto", transformando a república para no Império Romano.

### Grécia Antiga

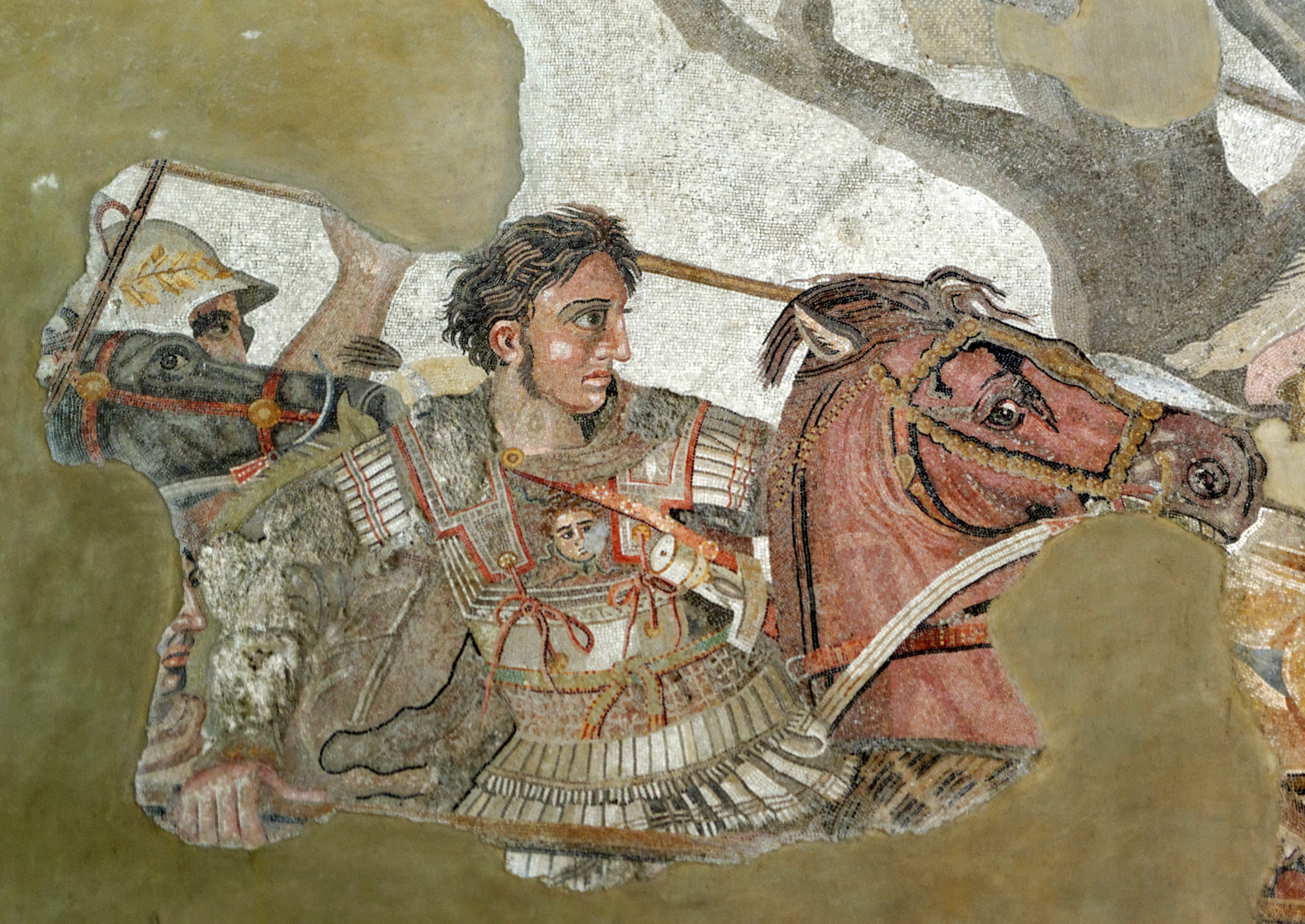
Mosaico encontrado em Pompeia mostrando Alexandre III da Macedónia lutando contra Dario III da Pérsia

A civilização helênica tinha a forma de um conjunto de cidades-Estado, ou pólis (as mais importantes eram Atenas, Esparta, Tebas, Corinto e Siracusa), tendo diferentes tipos de governo e culturas, incluindo o desenvolvimento de filosofias, ciências, matemática, políticas, esportes, teatro e música. Atenas, a cidade-estado mais poderosa, era governada com um tipo primitivo de democracia direta fundada pelo nobre ateniense Clístenes. Na democracia ateniense, os cidadãos votavam neles mesmo para cargos executivos e legislativos. Na Grécia também surgiu Sócrates, considerado um dos fundadores da filosofia ocidental. Sócrates também criou o método socrático, um tipo de pedagogia usada até hoje no aprendizado filosófico, na qual uma série de questões é feita não apenas para obter respostas individuais, mas também para encorajar a compreensão fundamental dos problemas. Devido a essa filosofia, Sócrates foi condenado à morte por estar "corrompendo a juventude" ateniense com suas discussões que entravam em conflito com as crenças religiosas da época. Platão, um pupilo de Sócrates e fundador da Academia Platônica, escreveu sobre esse episódio em suas escrituras, e desenvolveu sua própria filosofia, o platonismo.

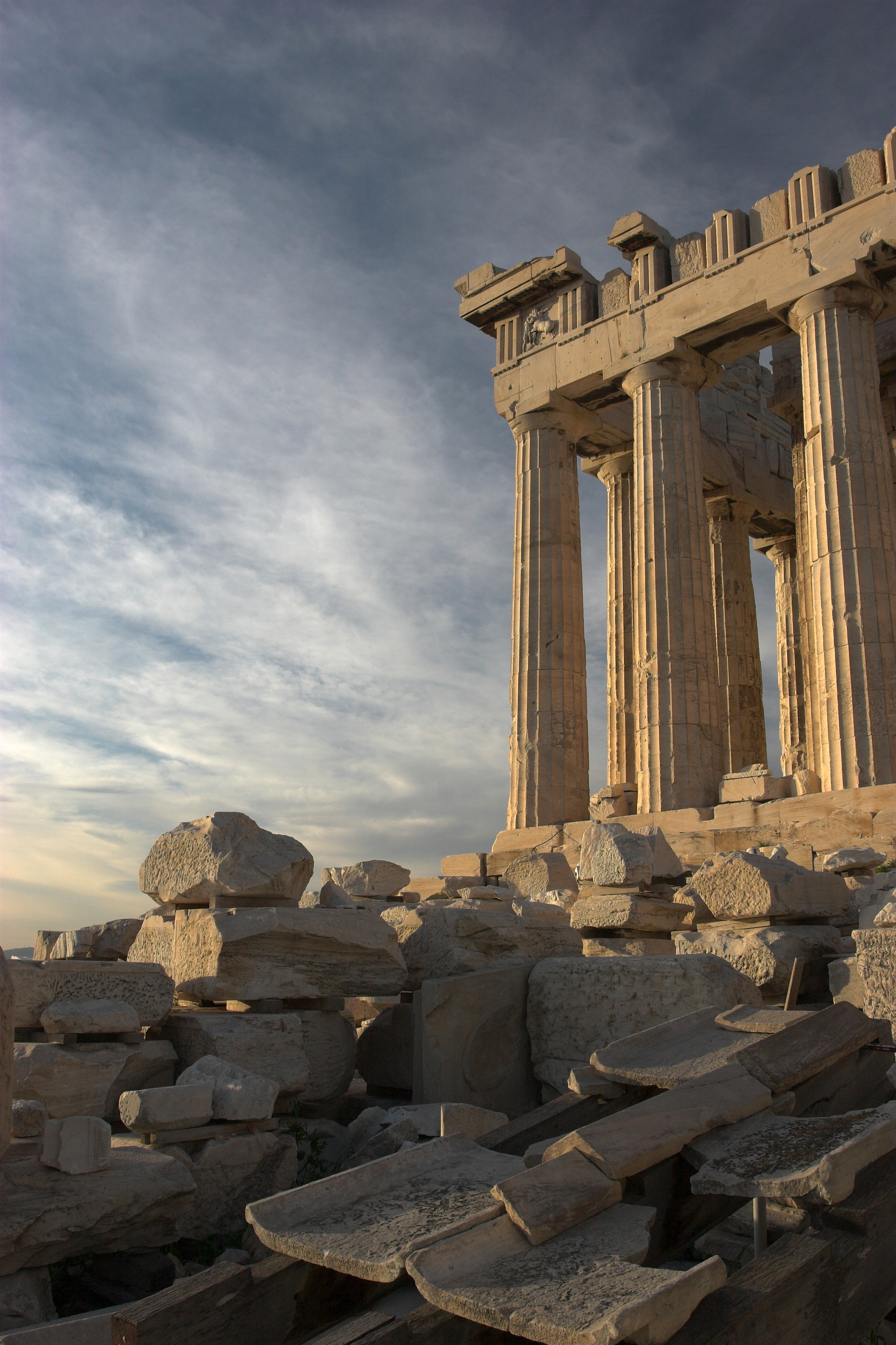
O Partenon, antigo templo da acrópole, caiu sob o domínio de Roma em

As cidades-Estado helênicas fundaram um grande número de colônias nas costas do mar Negro e no mar Mediterrâneo, Ásia Menor, Sicília e no sul da península Itálica (Magna Grécia), mas no século V a.C., sua expansão rumo ao leste levou a uma retaliação do Império Aquemênida. Nas guerras greco-persas, as cidades-estado helênicas formaram uma aliança e derrotaram o Império Aquemênida na Batalha de Plateias, afastando os invasores. Os gregos formaram a Confederação de Delos para continuar lutando contra a Pérsia, mas a posição de Atenas como líder desta liga levou Esparta a criar a rival Liga do Peloponeso. As duas ligas começaram então a Guerra do Peloponeso pela liderança da Grécia, sendo a Liga do Peloponeso vitoriosa. Descontente com a hegemonia espartana sobre a Grécia deu-se início a Guerra Corintiana, onde uma aliança liderada por Tebas bateu Esparta na batalha de Leuctra. As contínuas batalhas helênicas tornaram a Grécia alvo fácil para o rei Filipe II, que uniu Macedônia e Grécia sob o mesmo domínio. As campanhas de seu filho Alexandre, o Grande espalharam a cultura grega pela Pérsia, Egito e Índia, mas também permitiu o contato com os antigos ensinamentos desses países, abrindo uma nova era de desenvolvimento, conhecido como helenismo. Alexandre morreu em 323 a.C., decompondo o seu império em diversas civilizações helenísticas.

### A ascensão de Roma

Cícero denuncia Catilina, afresco do senado romano reunido na Cúria Hostília. Palazzo Madama, Roma

Muito do ensinamento grego foi assimilado pelo então novo Estado romano, assim que ele se espalhou pela península Itálica, aproveitando-se da vantagem da não união de seus inimigos: o único desafio real da ascendente Roma foi a colônia fenícia de Cartago, e sua derrota no fim do século III a.C. marcou o início da hegemonia romana. Primeiro governado por reis, depois por uma república senatorial (a República Romana), Roma finalmente tornou-se um império no fim do século I a.C., sob Augusto e seus sucessores. O Império Romano teve seu centro no mar Mediterrâneo, controlando todos os países margeados por ele; o limite norte do território era marcado pelos rios Reno e Danúbio. Sob Trajano (século II), o império alcançou o máximo de sua expansão territorial, controlando aproximadamente 5 900 000 km², incluindo a Britânia, Romênia e partes da Mesopotâmia. O império trouxe paz, civilização e um eficiente governo centralizado para os territórios dominados, porém no século III uma série de guerras civis começaram a ameaçar sua força econômica e social. No século IV, Diocleciano e Constantino foram capazes de diminuir o processo de declínio dividindo o império em uma parte Ocidental e outra Oriental. Diferentemente de Diocleciano, que condenava ferozmente o cristianismo, Constantino declarou o fim da perseguição dos cristãos em 313 com o Édito de Milão, prosseguindo assim com a oficialização do cristianismo como religião oficial do império.

## Idade Média

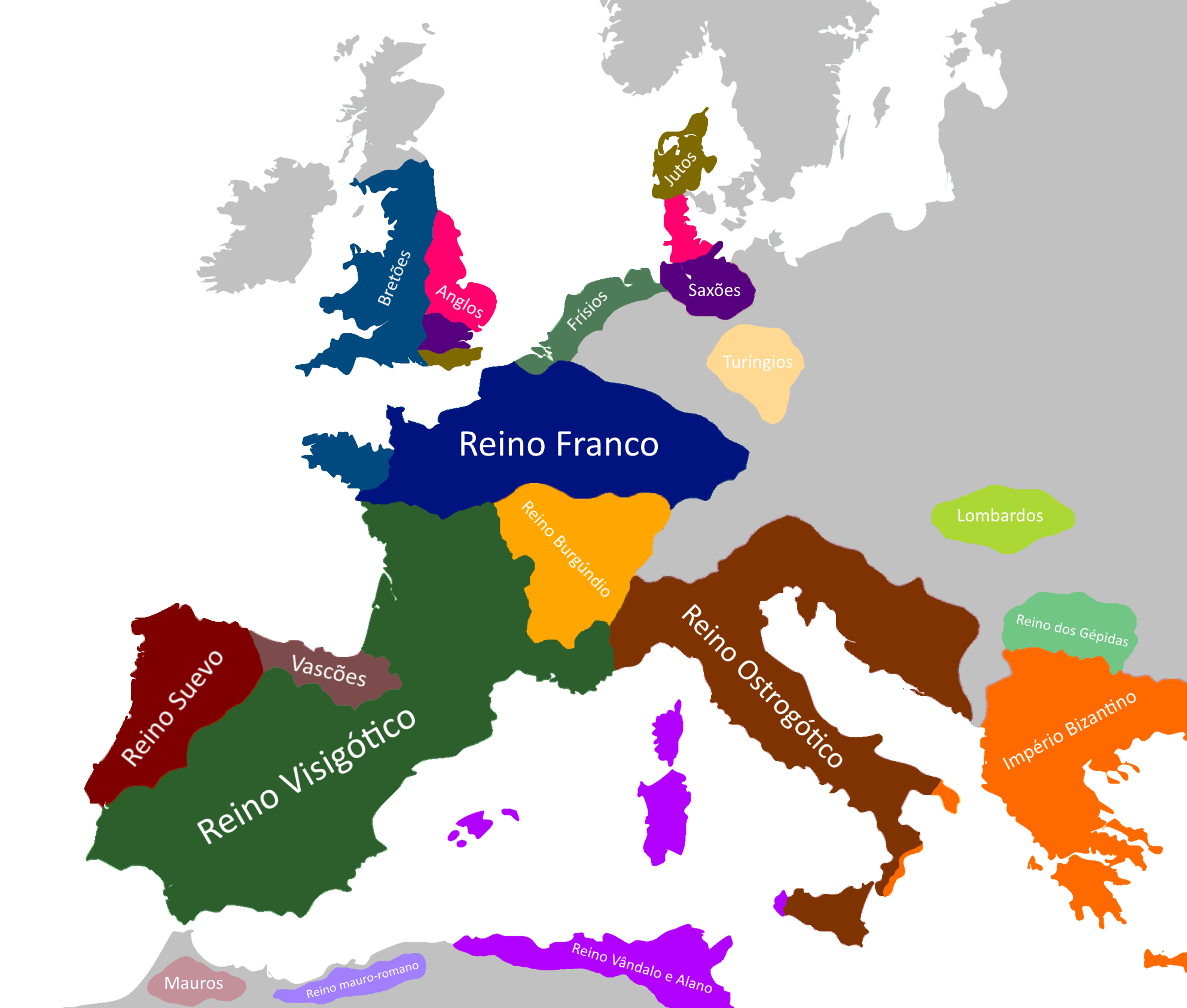
Reinos e povos europeus por volta do ano de 500.

Quando o imperador Constantino derrotou Magêncio e conquistou Roma sob a bandeira da Cruz em 312, ele rapidamente editou o Édito de Milão em 313, declarando legal o cristianismo no Império Romano. Além disso, Constantino mudou oficialmente a capital do império, Roma, para a colônia grega de Bizâncio, que ele renomeou para Constantinopla ("Cidade de Constantino"). Teodósio I, que tornou o cristianismo religião oficial do Império Romano, foi ser o último imperador a comandar o Império Romano em toda a sua unidade, que depois de sua morte, em 395), foi dividido em duas partes: O Império Romano do Ocidente, centrado em Ravena, e o Império Romano do Oriente (depois referido pela historiografia como Império Bizantino) centrado em Constantinopla. A parte ocidental foi seguidamente atacada por tribos nômades germânicas, e em 476 finalmente caiu sob a invasão dos Hérulos comandados por Odoacro.
A autoridade romana no Oeste entrou em colapso e as províncias ocidentais logo tornaram-se pedaços de reinos germânicos. Entretanto, a cidade de Roma, sob o comando da Igreja Católica Romana permaneceu como um centro de ensino, e fez muito para preservar o pensamento clássico romano na Europa Ocidental. Nesse meio-tempo, o imperador romano em Constantinopla, Justiniano, conseguiu com sucesso, montar toda a lei romana no Código de Justiniano (529–534). Por todo o século VI, o Império Bizantino esteve envolvido em uma série de conflitos sangrentos, primeiro contra o Império Sassânida, depois pelo Califado Ortodoxo. Em 650, as províncias do Egito, Palestina e Síria foram perdidas para forças muçulmanas.
Na Europa Ocidental, uma estrutura política surgia: no vácuo do poder deixado pelo colapso de Roma, hierarquias locais foram construídas sob a união das pessoas nas terras que eram trabalhadas. Dízimos eram pagos ao senhor da terra, e este senhor devia tributos ao príncipe regional. Os dízimos eram usados para financiar o estado e as guerras. Esse foi o sistema feudal, no qual novos príncipes e reis apareceram, no qual o maior deles foi o líder franco Carlos Magno. Em 800, Carlos Magno, após suas grandes conquistas territoriais, foi coroado "Imperador dos Romanos" (Imperator Romanorum) pelo papa Leão III, afirmando efetivamente seu poder na Europa Ocidental. O reinado de Carlos Magno marcou o começo de um novo império germânico no oeste, o Sacro Império Romano. Além de suas fronteiras, novas forças estavam crescendo. A Rússia de Quieve estava delimitando seu território, a Grande Morávia estava crescendo, enquanto os anglos e os saxões estavam confirmando suas fronteiras.

### Uma luz bizantina

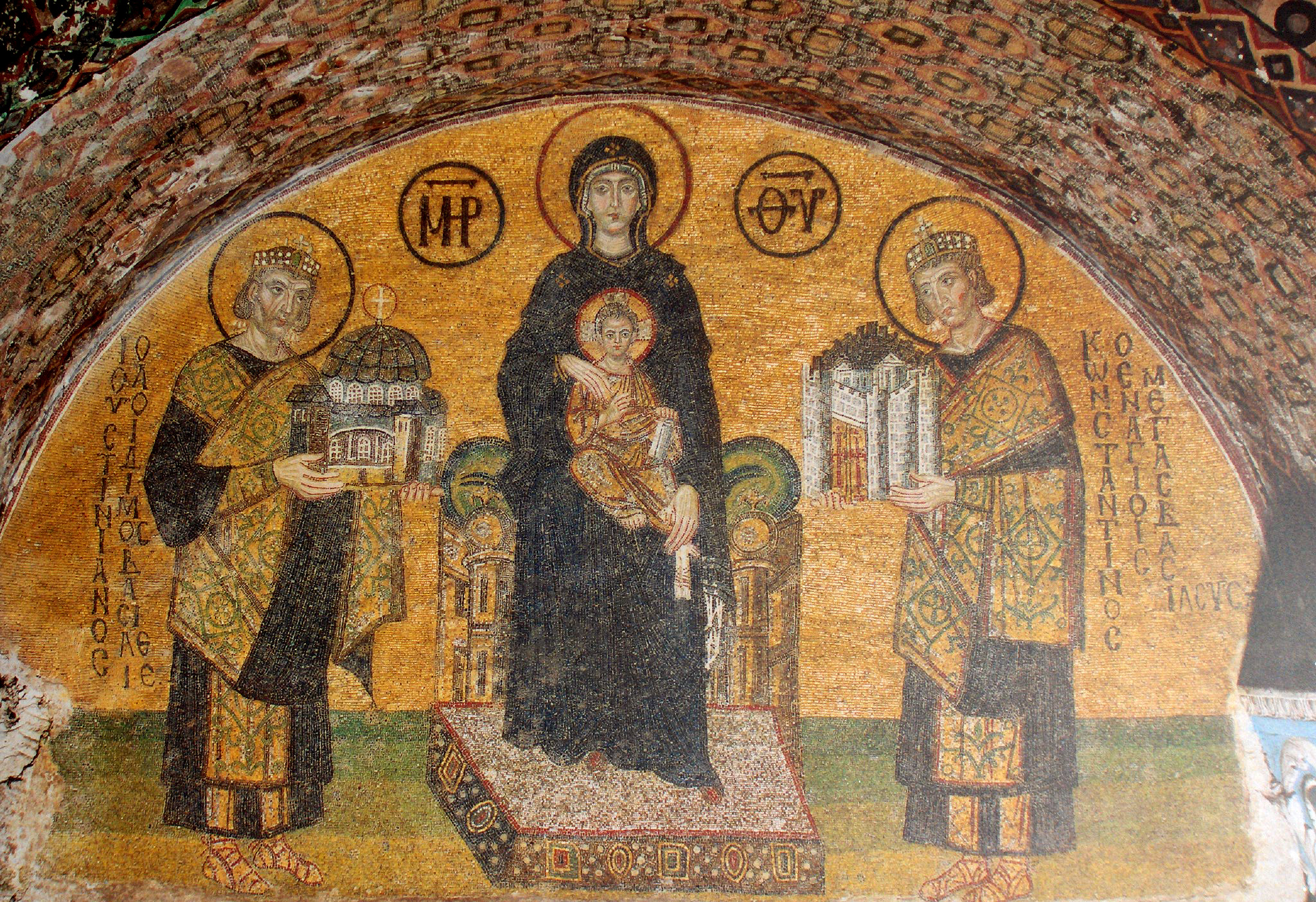
Constantino e Justiniano oferecendo sua fidelidade para a Virgem Maria dentro da Santa Sofia

Constantino (r. 306–337) é considerado o primeiro imperador bizantino. Foi ele que mudou a capital do império em 324 de Nicomédia (atual İzmit na Turquia) para Bizâncio, refundada como Constantinopla, ou "Nova Roma". A cidade de Roma não servia como capital desde o reinado de Diocleciano. Alguns consideram o começo do império no reinado de Teodósio (r. 379–395) quando o cristianismo substituiu a religião pagã romana, ou sua posterior morte em 395, quando a divisão política entre leste e oeste se tornou permanente. Outros ainda colocam 476 como o início, quando Rômulo Augusto, tradicionalmente considerado como o último imperador, foi deposto, deixando a única autoridade imperial no Leste. Outros apontam ainda para a reorganização do império nos tempos de Heráclio (r. 610–641) quando os usos e títulos latinos foram oficialmente trocados pelas suas versões gregas. Em todo caso, a mudança foi gradual desde 330, quando Constantino inaugurou a nova capital, o processo de helenização e a crescente cristianização estavam acontecendo. O império é geralmente dado como acabado com a queda de Constantinopla frente aos turco-otomanos em 1453, o que também foi considerado pela historiografia como o fim da Idade Média.
A praga de Justiniano foi uma pandemia que afetou o Império Bizantino, incluindo sua capital, Constantinopla, nos anos de 541 e 542. Estima-se que a praga matou mais de 100 milhões de pessoas em todo o mundo. Causou também a queda da população europeia em 50% entre 541-700. e também deve ter contribuído para o sucesso das conquistas árabes.

### O crescimento do sistema feudal

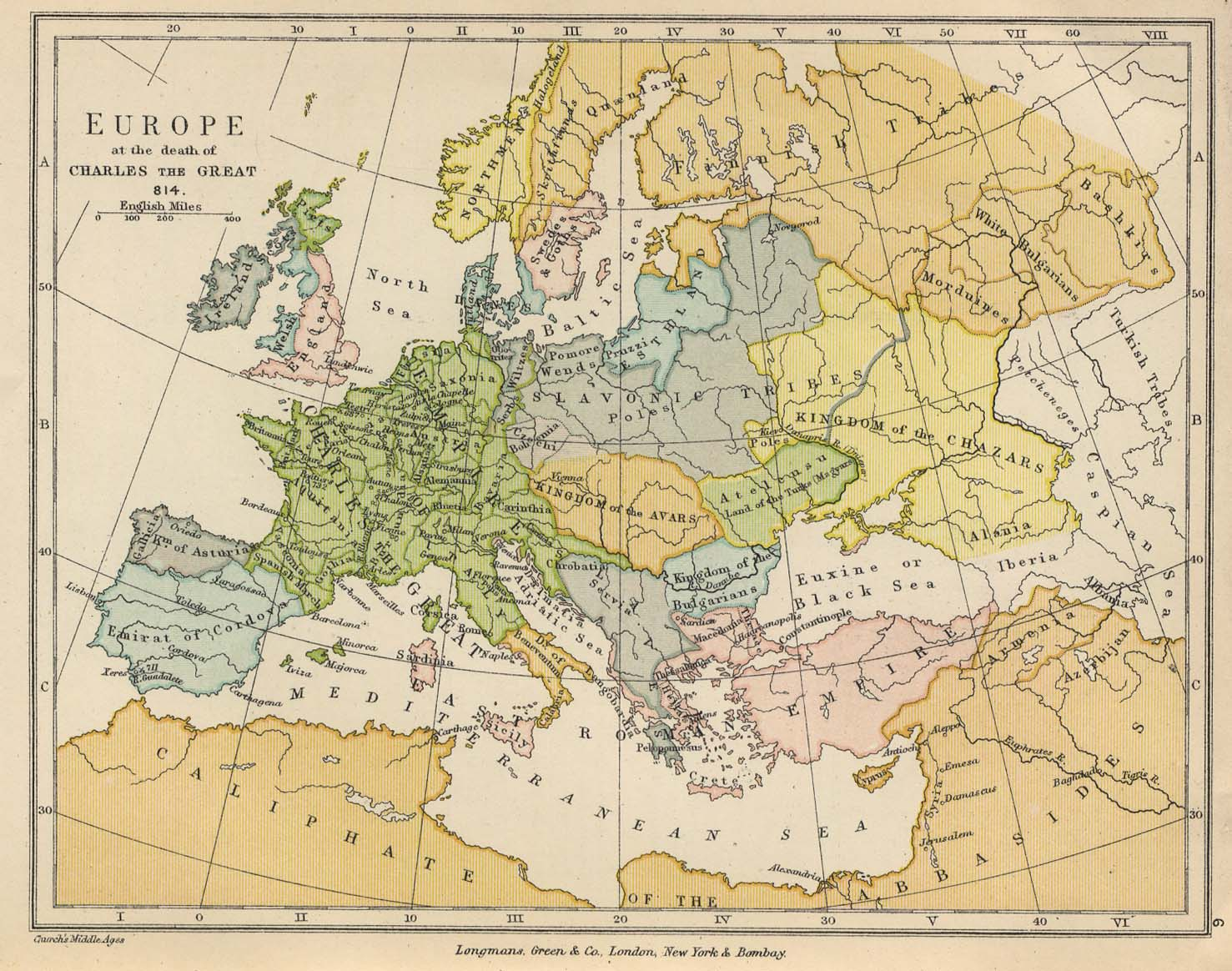
Em 814, o Império Carolíngio alcançou o seu ápice, enquanto o Império Bizantino enfrentava a expansão islâmica

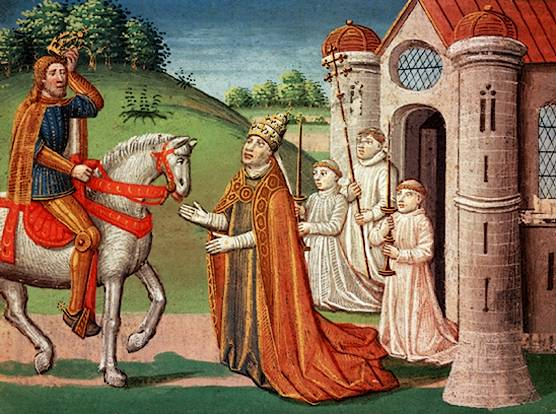
Papa pede ajuda a Carlos Magno, rei dos francos, contra a invasão de 772

O Sacro Império Romano Germânico surgiu no ano 800, quando Carlos Magno, rei dos francos, foi coroado pelo papa como imperador. Seu império, baseado na moderna França, Países Baixos e Alemanha, expandiu-se para os atuais territórios de Hungria, Itália, Boêmia, Baixa Saxônia e Espanha. Ele e seu pai receberam uma substancial ajuda de uma aliança com o papa, que pediu ajuda contra os lombardos. O papa era oficialmente um vassalo do Império Bizantino, mas o imperador bizantino nada podia fazer contra os lombardos.
No leste, o Primeiro Império Búlgaro foi estabelecido em 681 e tornou-se o primeiro país eslavo. O poderoso Império Búlgaro foi o principal rival de bizâncio no controle dos Bálcãs por séculos e desde o século IX tornou-se o centro cultural da Europa eslava.[carece de fontes?] Dois estados, a Grande Morávia e a Rússia de Quieve emergiam respectivamente dentre os eslavos ocidentais e orientais ainda no século IX. No final do mesmo século e no seguinte, o norte e o oeste da Europa perderam seu crescente poder e influência aos viquingues que invadiram, conquistaram e se estabeleceram rápida e eficientemente com seus avançados barcos de guerra, que já eram tão avançados como caravelas. Os húngaros pilharam os principais territórios da Europa, enquanto os pechenegues invadiram a Europa Oriental e os árabes o sul. No século X, reinos independentes foram estabelecidos na Europa Central, por exemplo, a Polônia e o Reino da Hungria. Nisso os húngaros pararam com as suas campanhas devastadoras e relevantes nações como a Croácia e a Sérvia surgiram nos Bálcãs. O período seguinte, que acabou por volta do ano 1000, viu o crescimento do feudalismo, que enfraqueceu o Sacro Império Romano Germânico.

## Alto feudalismo

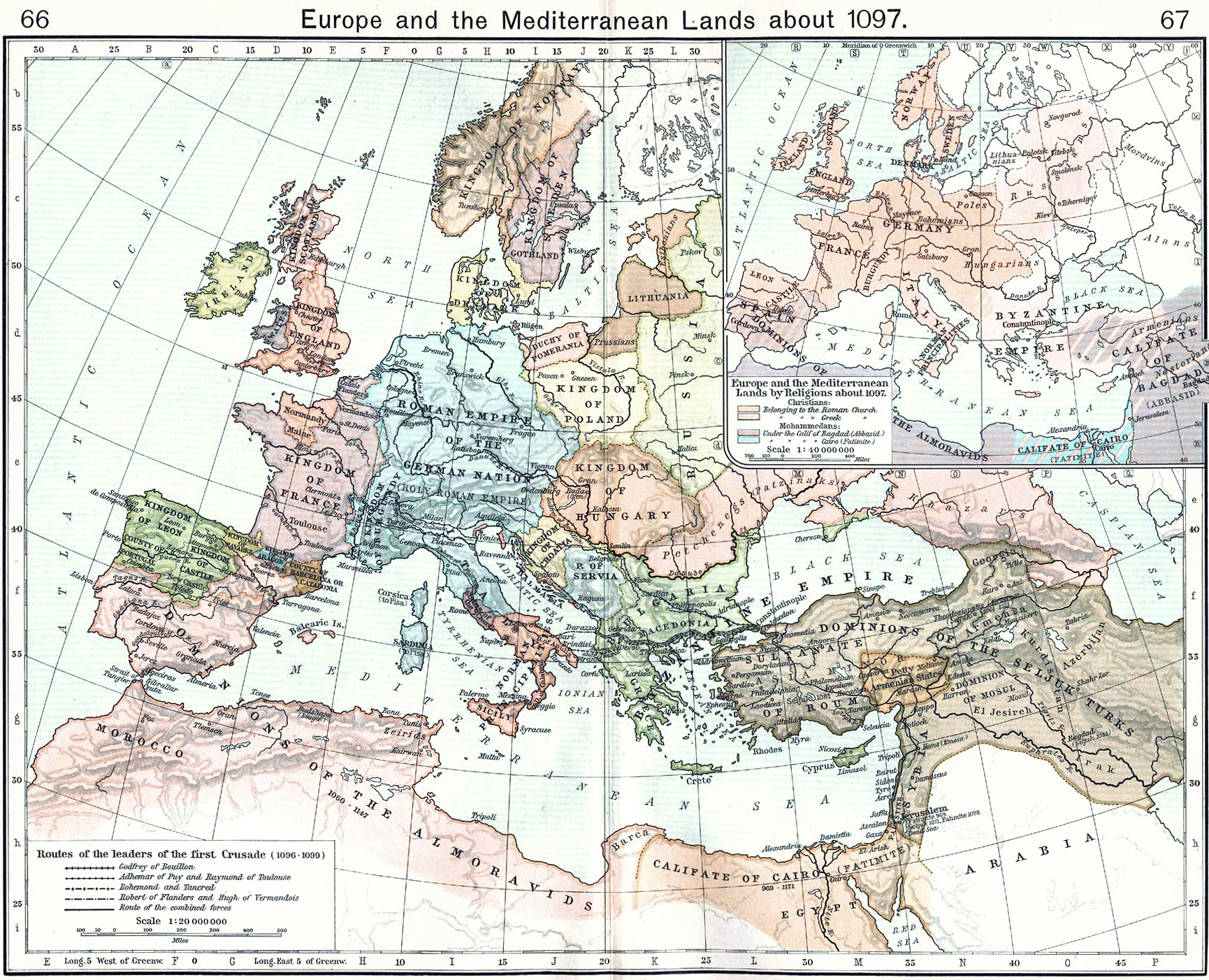
Em 1097, começa a primeira Cruzada para a Terra Santa

A adormecida era medieval foi sacudida pela crise na Igreja. Em 1054, um cisma acontece entre os dois centros cristãos remanescentes, em Roma e Constantinopla.

### A Igreja dividida

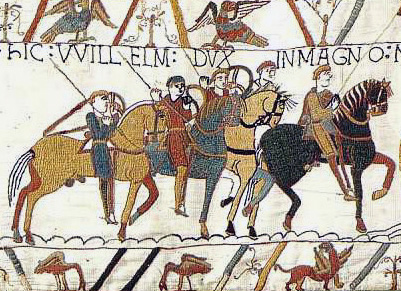
A Tapeçaria de Bayeux mostra a Batalha de Hastings e os eventos que levaram a ela

Do século V ao XI foram numerosas as rupturas seguidas de reconciliação entre as igrejas do Ocidente e Oriente. O principal conflito era o método de governo da Igreja, enquanto o Oriente sustentava a Igreja como uma Pentarquia dentro do Império Bizantino, comandada pelos patriarcas de suas cinco cidades mais importantes: Roma, Constantinopla, Alexandria, Antioquia e Jerusalém; no Ocidente os Papas, invocavam jurisdição sobre todos os assuntos da Igreja e o direito de julgar até mesmo os patriarcas, em cerca de 446 o Papa Leão I tinha expressamente reivindicado autoridade sobre toda a Igreja: "O cuidado da Igreja universal, deve convergir para a cadeira de Pedro, e nada deve ser separado de sua cabeça".
Desde a metade do século VIII, as fronteiras do Império Bizantino enfrentavam uma iminente expansão islâmica. Antioquia voltou ao controle bizantino por volta de 1045, mas o ressurgente poder dos sucessores romanos no ocidente passou a postular por seus direitos e sua autoridade nos lugares perdidos na Ásia e África. Então, em 1054 os legados romanos do papa Leão IX, viajaram para Constantinopla para insistir no reconhecimento da primazia papal, o patriarca de Constantinopla se recusou a reconhecer sua autoridade e se excomungaram mutuamente, posteriormente a separação entre Ocidente e Oriente se desenvolveu quando todos os outros patriarcas orientais apoiaram Constantinopla, no evento do Grande Cisma.
Mudanças posteriores ocorreram com uma redivisão da Europa. Guilherme, o Conquistador, duque da Normandia, invadiu a Inglaterra em 1066. A conquista normanda foi crucial na história inglesa por diversas razões. Essa conquista aproximou a Inglaterra da Europa continental com a introdução da aristocracia normanda e, portanto, diminuindo a influência escandinava. Assim criou-se uma das mais poderosas monarquias europeias em um sofisticado sistema governamental.

### Guerras santas

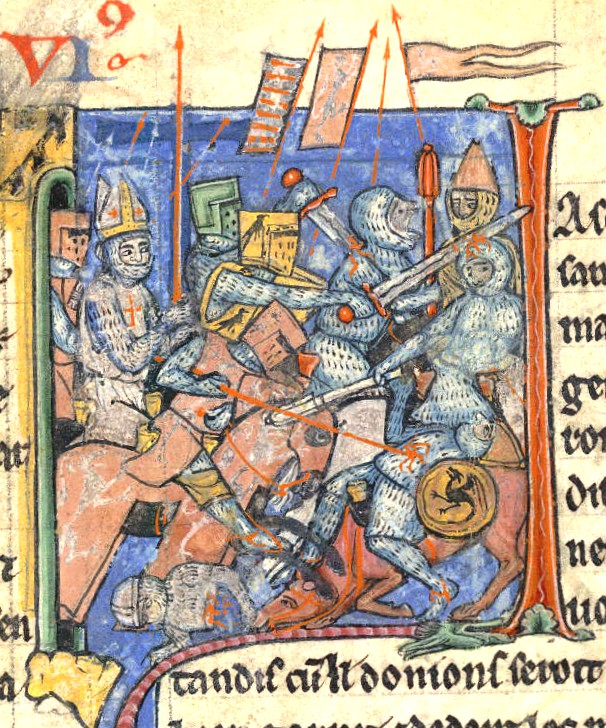
Adhémar de Monteil carregando a Lança Sagrada em uma das batalhas da Primeira Cruzada

Depois do Grande Cisma do Oriente, a cristandade ocidental foi adotada nos recém-criados reinos da Europa Central: Polônia, Reino da Hungria e o Reino da Boêmia. A Igreja Católica tornou-se muito poderosa, levando a vários conflitos entre o Papa e o Imperador. Em 1129, a Igreja Católica estabeleceu o uso da Inquisição para conservar a sua ortodoxia doutrinária no Ocidente católico. A Inquisição punia e exortava todos aqueles que praticavam a heresia para se arrependerem e se converterem. Caso não o fizessem, a punição poderia ser a morte.
Durante este tempo muitos senhores e nobres se converteram ao cristianismo. Os Monges de Cluny batalharam para instituir a igreja onde nobres não o faziam. O papa Gregório VII continuou o trabalho dos monges com mais dois objetivos alcançados, libertar a igreja do controle de reis e nobres e aumentar o poder do papado. A área de influência da Igreja Católica aumentou enormemente devido às conversões de reis pagãos (Escandinávia, Lituânia, Polônia e Hungria) à reconquista da Península Ibérica e às Cruzadas. A maior parte da Europa era católica no século XV.
Sinais do renascimento da civilização na Europa ocidental começaram a aparecer já no século XI com o início do comércio ainda na península Itálica, levando a um crescimento cultural e econômico de cidades-estado independentes como a República de Veneza e a República Florentina; no mesmo tempo estados-nação começaram a formar-se como França, Inglaterra, Espanha e Portugal, mas o processo de formação, em geral, demorou séculos. Essas nações criadas começaram a se comunicar com seus idiomas culturais, em vez do tradicional latim. Figuras notáveis do movimento incluem Dante Alighieri e Cristina de Pisano, primeiro escritora em italiano, que depois de sua mudança de Veneza para a França, escreveu em francês. Por outro lado, o Sacro Império Romano-Germânico, essencialmente baseado na Alemanha e na península Itálica, esteve fragmentado em um conjunto de principados e pequenas cidades-estado, cuja subjugação ao imperador era apenas formal.
Durante os séculos XIII-XIV, o Império Mongol subiu ao poder. Os exércitos mongóis expandiram-se em direção ao oeste sob o comando de Batu Cã. Suas conquistas no ocidente incluíram quase toda a Rússia (salvo Novgorod, que se tornou um vassalo), Quipechaco, a Hungria e a Polônia (que permaneceu como um estado autônomo). Documentos mongóis sugerem que Batu Cã estaria planejando a completa conquista dos poderes europeus remanescentes, começando com um ataque no inverno sobre a Áustria, península Itálica e Alemanha, quando foi chamado de volta para a Mongólia devido a morte do grão-cã Oguedai. Muitos historiadores acreditam que sua morte preveniu a conquista completa da Europa. Na Rússia entretanto, os mongóis da Horda Dourada governaram por quase 250 anos.

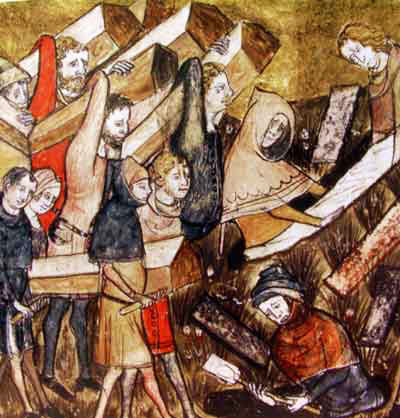
Doentes de Peste negra. Iluminura. (c.1272-1352). MS 13076-77, f. 24v

### A Peste Negra
Uma das maiores catástrofes que atingiu a Europa foi a Peste Negra. Diversas epidemias da peste ocorreram ao longo dos tempos, mas a pior de todas foi na metade do século XIV e estima-se que tenha matado um terço da população europeia.
No começo do século XIV, o mar Báltico tornou-se uma das rotas comerciais mais importantes. A Liga Hanseática, uma aliança entre cidades comerciais, facilitou a absorção de vastas áreas da Polônia, Lituânia e outros países bálticos para a economia europeia. Isso alimentou o crescimento de poderosos estados na Europa Oriental como Polônia, Reino da Hungria, Reino da Boêmia e a Moscóvia. O fim da Idade Média é relacionado com a queda de Constantinopla e do Império Bizantino pelos turcos otomanos em 1453. Os turcos fizeram a cidade capital do Império Otomano, que sobreviveu até 1922 e incluía Egito, Síria e grande parte dos Bálcãs. As guerras otomanas na Europa, também referidas como guerras turcas, marcaram uma essencial parte da história do sudeste europeu.

## O despertar da Europa

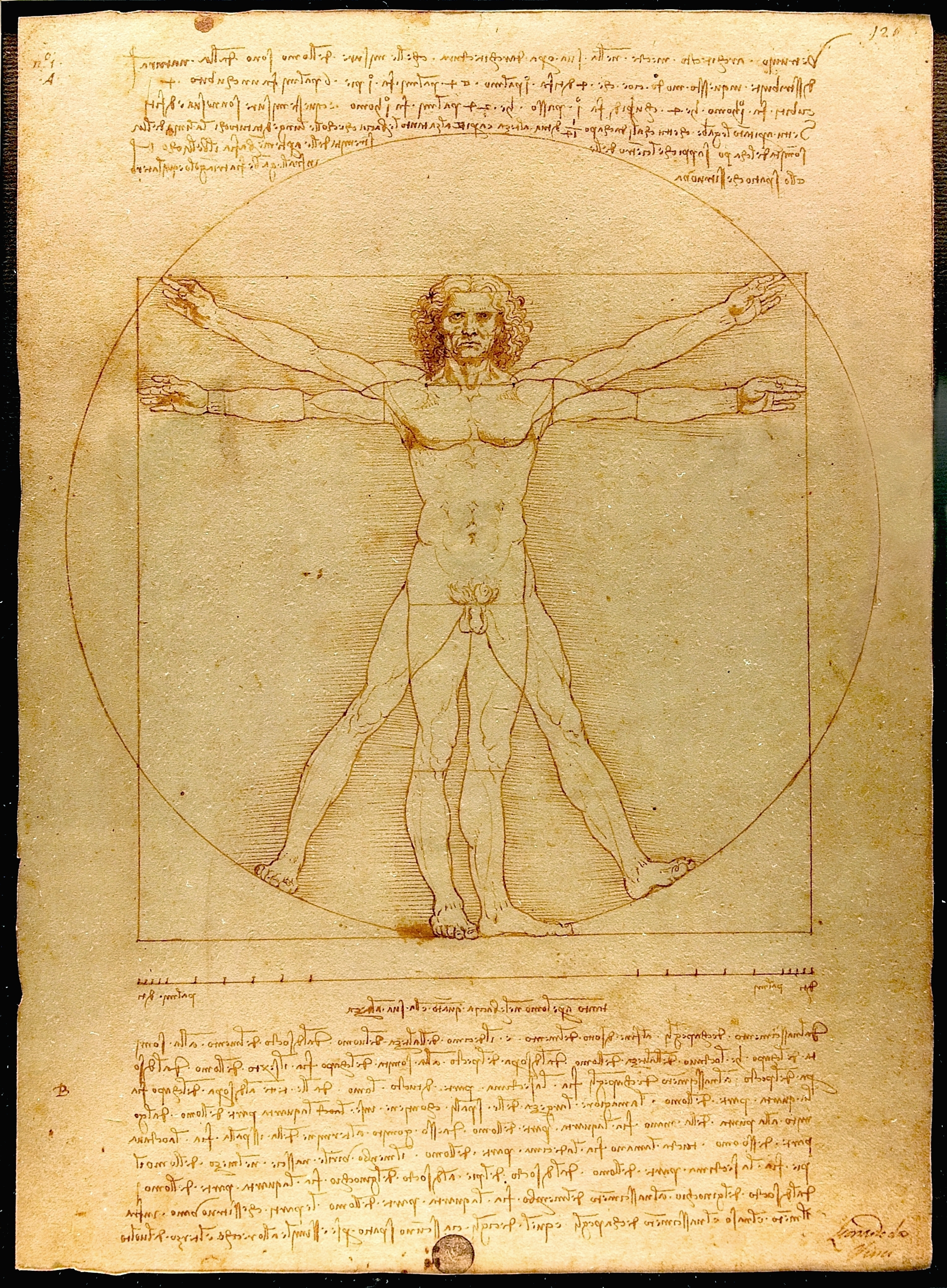
O Homem Vitruviano de Leonardo da Vinci demonstra a sua visão para o homem perfeitamente proporcional

### Renascimento
O Renascimento foi um movimento cultural que afetou profundamente a vida intelectual europeia no seu período pré-moderno. Começando na península Itálica, e espalhando-se de norte a oeste, o renascimento durou aproximadamente 250 anos e sua influência afetou a literatura, filosofia, arte, política, ciência, história, religião entre outros aspectos de indagação intelectual.
O italiano Francesco Petrarca, suposto primeiro legítimo humanista, escreveu na década de 1330: "Estou vivo agora, ainda que eu prefira ter nascido em outro tempo". Ele era um entusiasta da antiguidade romana e grega. Nos séculos XV e XVI, o contínuo entusiasmo pela Antiguidade Clássica foi reforçado pela ideia de que a cultura herdada estava se dissipando e de que havia um conjunto de ideias e atitudes com que seria possível reconstruí-la. Matteo Palmieri escreveu em 1430: "Agora, com certeza, todo espírito pensante deve agradecer a Deus, porque a ele foi permitido nascer em uma nova era". O renascimento fez nascer uma nova era em que aprender era muito importante.
O renascimento foi inspirado pelo crescimento dos estudos de textos latinos e gregos e a admiração da era greco-romana como uma época de ouro. Isso incitou muitos artistas e escritores a tomar emprestados exemplos gregos e romanos para suas obras, mas também existiram muitas inovações nesse período, especialmente através de artistas multifacetados tais quais Leonardo da Vinci e Leon Battista Alberti. Muitos textos gregos e romanos ainda existiam na Idade Média europeia, devido ao trabalho inestimável dos monges católicos, que copiaram e recopiaram os textos antigos e os guardaram por todo um milênio. Muitos outros foram descobertos com a migração de estudiosos gregos, assim como de textos gregos clássicos, para a Itália, após a queda de Constantinopla, enquanto outros textos gregos e romanos chegaram através de fontes islâmicas, que os herdaram através das conquistas, e até mesmo fazendo tentativas de melhorar alguns deles. Com o orgulho natural de pensadores avançados, os humanistas viram o ressurgimento desse grande passado como uma renascença – o renascimento da própria civilização.
Importantes precedentes políticos aconteceram neste período. Nicolau Maquiavel escreveu "O Príncipe" que influenciou o posterior absolutismo e a política pragmática. Também foram importantes os diversos líderes que governaram estados e usaram a arte da Renascença como um sinal de seus poderes.

### Reformas

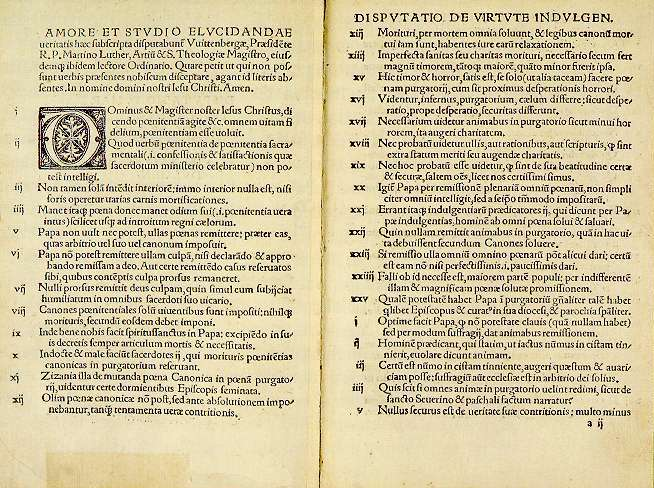
As 95 Teses do monge alemão Martinho Lutero que quebraram a autocracia papal

Durante esse período, a corrupção da Igreja Católica levou a uma dura reação, na Reforma Protestante. E ela ganhou muitos seguidores, especialmente entre príncipes e reis buscando um estado forte para acabar com a influência da Igreja Católica. Figuras como Martinho Lutero começaram a surgir, assim também como João Calvino com o seu calvinismo que teve influência em muitos países e o rei Henrique VIII que rompeu com a Igreja Católica e fundou a Igreja Anglicana. Essas divisões religiosas trouxeram uma onda de guerras inspiradas e conduzidas religiosamente, mas também pela ambição dos monarcas na Europa Ocidental que se tornavam cada vez mais centralizadas e poderosas.
A Reforma Protestante também levou a um forte movimento reformista na Igreja Católica chamado Contrarreforma, que tinha como objetivo reduzir a corrupção, assim como aumentar e fortalecer a doutrina católica. Um importante grupo da Igreja Católica que surgiu nessa época foram os jesuítas, que ajudaram a manter a Europa Oriental na linha católica de pensamento. Mesmo assim, a Igreja Católica foi fortemente enfraquecida pela Reforma protestante e grande parte do continente europeu não estava mais sob sua influência e os reis nos países que continuaram no catolicismo começaram a anexar as terras da igreja para seus próprios domínios.
Diferentemente da Europa Ocidental, os países da Europa Central, a Comunidade Polaco-Lituana e a Hungria, foram mais tolerantes. Enquanto se aumentava a predominância do catolicismo, eles ainda permitiam que um grande número de minorias religiosas cultivasse suas crenças. Assim, a Europa Central manteve-se dividida entre católicos, protestantes, ortodoxos e judeus.  Outro importante acontecimento desta época foi o crescimento do sentimento de união do povo europeu. Émeric Crucé (1623) formulou a ideia do Conselho Europeu, com a intenção de acabar com as guerras na Europa; visto que a última tentativa de criar paz na Europa não obteve sucesso quando todos os países europeus (exceto o Império Russo e o Império Otomano, vistos como estrangeiros) fizeram um tratado de paz em 1518 no Tratado de Londres. Muitas guerras estouraram de novo em poucos anos. A reforma proporcionou a paz impossível na Europa por muitos séculos ainda.
Outro desenvolvimento foi a ideia da superioridade europeia. O ideal de civilização foi baseado nos antigos gregos e romanos: disciplina, educação e viver em uma cidade eram requeridos para tornar o povo civilizado; europeus e não europeus eram julgados por sua civilidade. Serviços postais eram encontrados por todas as regiões, o que permitiu uma rede humanística de intelectuais interconectados pela Europa, mesmo com as divisões religiosas. Entretanto, a Igreja Católica Romana proibiu e baniu muitos trabalhos científicos promissores; isso trouxe uma vantagem aos países protestantes, onde o banimento de livros era organizado regionalmente. Francis Bacon e outros líderes da ciência tentaram criar uma unidade na Europa focando-se na unidade pela natureza. No século XV, com o fim da Idade Média, poderosos estados apareceram, construídos por novos monarcas, que centralizaram o poder na França, Inglaterra e Espanha. Por outro lado, o parlamento da Comunidade Polaco-Lituana ganhou poder, tirando os direitos legislativos do rei polonês. O poder do novo estado foi contestado por parlamentares em outros países, especialmente a Inglaterra. Novos tipos de estados surgiam com a cooperação entre governantes de terras, cidades, repúblicas de fazendas e guerreiros.

### A Era dos Descobrimentos

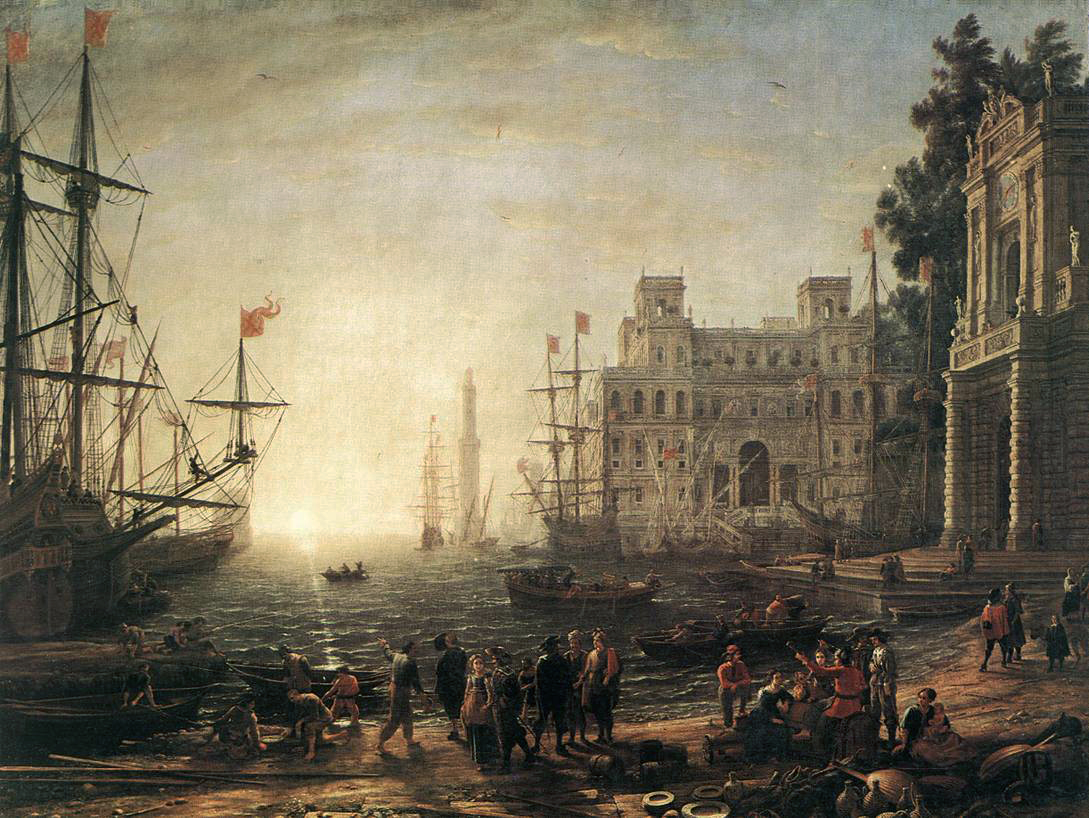
O porto marítimo de Villa Medici em 1638, por Claude Lorrain

As numerosas guerras não impediram que os novos estados explorassem e conquistassem largas porções do mundo, particularmente na Ásia (Sibéria) e a recém-descoberta América. No século XV, Portugal liderou a exploração geográfica, seguido pela Espanha no começo no século XVI. Eles foram os primeiros estados a fundar colônias na América e estações de troca nas costas da África e da Ásia, porém logo foram seguidos pela França, Inglaterra e Países Baixos. Em 1552, o czar russo Ivan, o Terrível conquistou os dois maiores canatos tártaros, Kazan e Astracã, e a viagem de Yermak em 1580, que levou a anexação da Sibéria pela Rússia.
A expansão colonial prosseguiu-se nos anos seguintes (mesmo com alguns empecilhos, como a Revolução Americana e as guerras pela independência em muitas colônias americanas).  A Espanha controlou parte da América do Norte e grande parte da América Central e do Sul, o Caribe e Filipinas.; Portugal teve em suas mãos o Brasil e vários territórios costeiros em África e na Ásia (Índia, Macau, Timor Português, etc.); os britânicos comandavam a Austrália, Nova Zelândia, maior parte da Índia e grande parte da África e América do Norte; a França comandou partes do Canadá e da Índia (porém quase tudo foi perdido para os britânicos em 1763), a Indochina, grandes terras na África e Caribe; os Países Baixos ficaram com as Índias Orientais (hoje Indonésia) e algumas ilhas no Caribe; países como Alemanha, Bélgica, Itália e Rússia conquistaram colônias posteriormente.
Essa expansão ajudou a economia dos países que a fizeram. O comércio prosperou, por causa da menor estabilidade entre os impérios. No final do século XVI, a prata americana era responsável por um quinto de todo o comércio da Espanha. Os países europeus travaram guerras que foram pagas através do dinheiro conseguido com a exploração das colônias. No entanto, os lucros com o tráfico de escravos e as plantações das Índias Ocidentais, a mais rentável das colônias britânicas naquele momento, representavam apenas 5% de toda a economia do Império Britânico no final do século XVIII, tempo da Revolução Industrial.

### Iluminismo

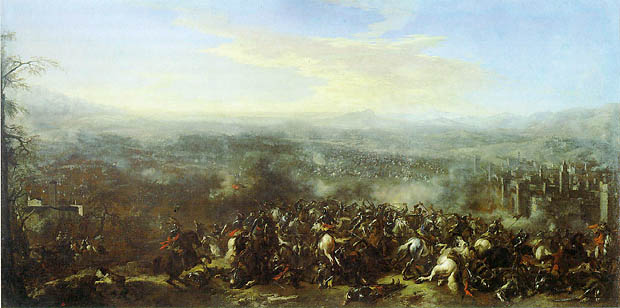
A Batalha de Nördlingen na Guerra dos 30 anos

A partir do início deste período, o capitalismo substituía o mercantilismo como principal forma de organização econômica, ao menos no oeste da Europa. A expansão das fronteiras coloniais resultou em uma Revolução Comercial. Nota-se no período o crescimento da ciência moderna e a aplicação de suas descobertas em melhorias tecnológicas, que culminaram com a revolução Industrial. Descobertas ibéricas do Novo Mundo, que começaram com a jornada de Cristóvão Colombo ao oeste com a busca de uma rota fácil para as Índias Orientais em 1492, foram logo adaptadas por explorações inglesas e francesas na América do Norte. Novas formas de comércio e a expansão dos horizontes fizeram necessária uma mudança no direito internacional.
A reforma protestante produziu efeitos profundos na unidade europeia. Não apenas dividindo as nações uma das outras pela sua orientação religiosa, mas alguns estados foram afetados internamente por lutas religiosas, fortemente encorajadas por seus inimigos externos. A França viveu essa situação no século XVI com uma série de conflitos, como as guerras religiosas na França, que culminaram no triunfo da Dinastia Bourbon. A Inglaterra preveniu-se desse fato com a consolidação sob a Rainha Elizabeth do moderado Anglicanismo. Quase toda parte da atual Alemanha estava dividida em inúmeros estados sob o comando teórico do Sacro Império Romano Germânico, que também estava dividido dentro do próprio governo. A única exceção a isso era a Comunidade Polaco-Lituana, uma união criada pela União de Lublin, expressando uma grande tolerância religiosa. Esse embate religioso aconteceu até a Guerra dos Trinta Anos quando o nacionalismo substituiu a religião como principal motor dos conflitos na Europa.

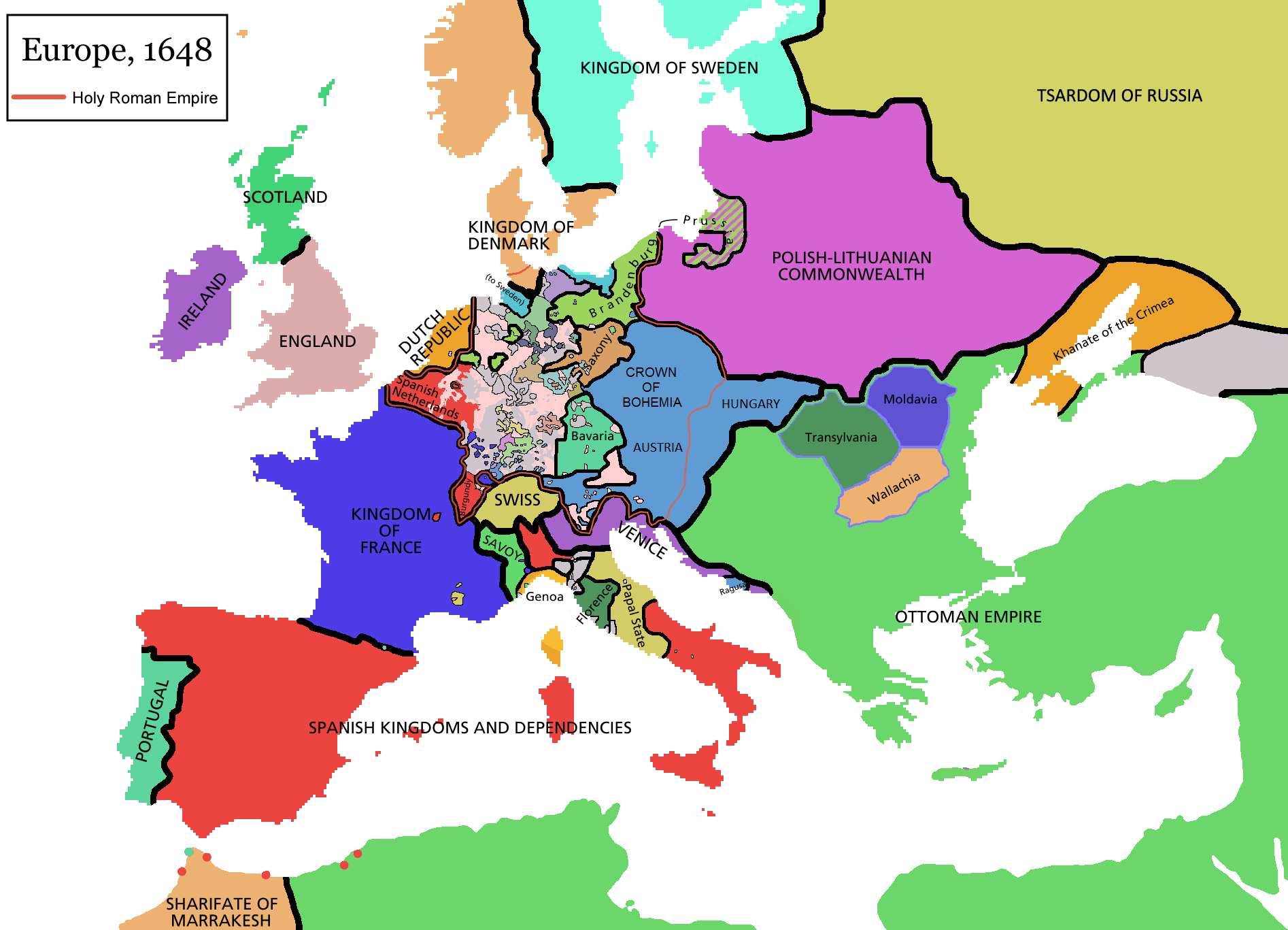
Europa em 1648, após o Tratado de Vestfália. A área em cinza representa os Estados alemães do Sacro Império Romano-Germânico

A Guerra dos Trinta Anos aconteceu entre 1618 e 1648, principalmente no território da atual Alemanha, e envolveu as principais potências europeias. Começou como um conflito religioso entre protestantes e católicos no Sacro Império Romano Germânico, e gradualmente desenvolveu-se em uma guerra geral, envolvendo boa parte da europa, por razões não necessariamente ligadas à religião. O maior impacto da guerra, na qual exércitos de mercenários foram largamente utilizados, foi a devastação de regiões inteiras na busca do exército inimigo. Episódios como a disseminação da fome e das doenças devastaram a população dos estados germânicos e, em menor grau, dos Países Baixos e da península Itálica, onde levaram à falência muito dos poderes regionais envolvidos. Entre um quarto e um terço da população alemã pereceu por causas diretamente ligadas à guerra ou ainda de doenças e miséria causadas pelo conflito armado. A guerra durou trinta anos, mas os conflitos que ela deu início ainda continuaram sem solução por muito tempo.
Depois da Paz de Vestfália, que permitiu aos países que eles escolhessem sua orientação religiosa, o absolutismo tornou-se o padrão do continente, enquanto a Inglaterra caminhava rumo ao liberalismo com a Guerra Civil Inglesa e a Revolução Gloriosa. Os conflitos militares na Europa não acabaram, mas tiveram menos impacto na vida de seus cidadãos. No noroeste, o iluminismo deu a base filosófica para um novo ponto de vista na sociedade, e a contínua difusão da literatura foi possível com a invenção da prensa, criando novas formas de avanço do pensamento humano. Ainda, nesse segmento, a Comunidade Polaco-Lituana foi uma exceção, com sua quase democrática "liberdade dourada".
A Europa Oriental era uma arena de conflito disputada por Suécia, a Comunidade Polaco-Lituana e o Império Otomano. Nesse período observou-se um gradual declínio destes três poderes que foram eventualmente substituídos pelas novas monarquias absolutistas do Império Russo, do Reino da Prússia e da Monarquia de Habsburgo. Na virada para o século XIX, eles tornaram-se as novas potências, dividindo a Polônia entre si, com Suécia e Império Otomano perdendo territórios substanciais para o Império Russo e Monarquia de Habsburgo, respectivamente. Uma grande parte de judeus poloneses emigrou para a Europa Ocidental, fundando comunidades judaicas em lugares de onde foram expulsos durante a Idade Média.

## Revolução e nacionalismo

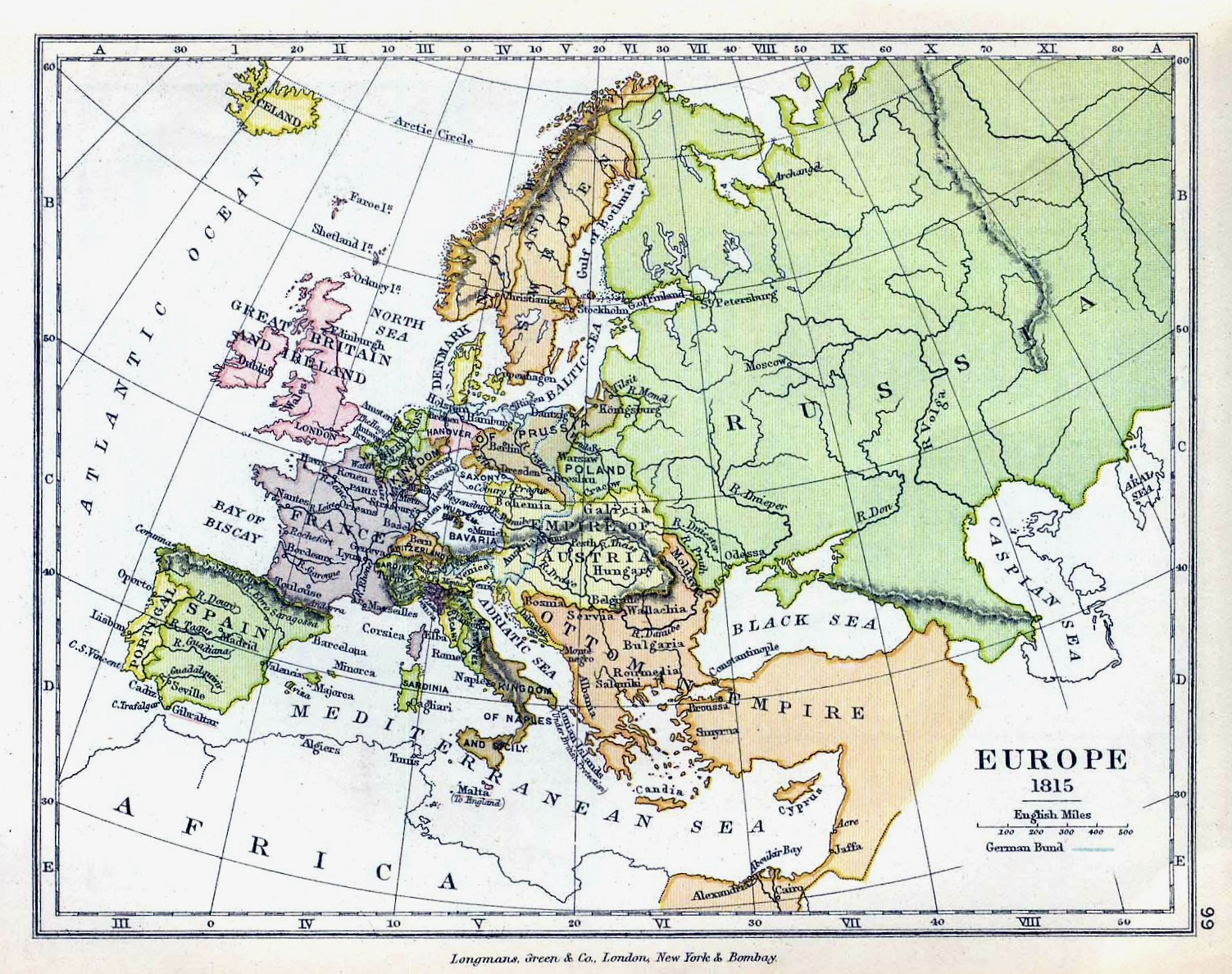
Em 1815, as fronteiras da Europa foram refeitas, quando suas raízes já haviam sido sacudidas pelos exércitos de Napoleão Bonaparte

### Revolução Industrial

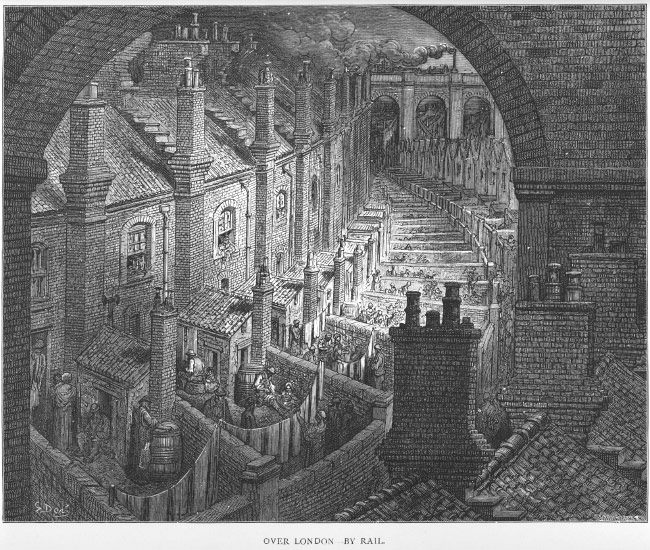
Céu de Chaminés de Londres em 1870
Por Gustave Doré

A Revolução Industrial foi um período compreendido entre o fim do século XVIII e o começo do século XIX, no qual ocorreram grandes mudanças na agricultura, manufatura e transporte e foi produzido um profundo efeito socioeconômico e cultural na Grã-Bretanha, que posteriormente se espalhou por toda a Europa, América do Norte, e depois para todo o mundo, em um processo que ainda continua: a industrialização. Na parte final dos anos de 1700, a economia baseada na força manual no Reino da Grã-Bretanha começou a ser substituída por outra dominada pela indústria e pelas máquinas. Começou com a mecanização das indústrias têxteis, o desenvolvimento de técnicas avançadas de produção de ferro e o aumento do uso de carvão refinado. A expansão do comércio foi possibilitada com a introdução de canais, rodovias e autoestradas. A introdução das máquinas a vapor (abastecidas primeiramente com carvão) e maquinaria bruta (principalmente na manufatura têxtil) deram a base para grandes aumentos na capacidade produtiva inglesa. O desenvolvimento de máquinas de ferramentas nas duas primeiras décadas do século XIX facilitou a produção de mais máquinas para serem utilizadas em outras indústrias. Durante o século XIX, a industrialização se alastrou pelo resto da Europa Ocidental e América do Norte, afetando posteriormente grande parte do mundo.

### Revoluções políticas

A tomada da Bastilha na Revolução Francesa em 1789

A intervenção francesa na Guerra de Independência dos EUA levou o estado francês à falência. Depois de diversas tentativas falhas de uma reforma financeira, Luís XVI foi forçado a reavivar a Assembleia dos Estados Gerais, um corpo representativo do país feito pelas três classes do estado: o clero, os nobres e o povo. Os membros dos Estados-Gerais reuniram-se no Palácio de Versalhes em maio de 1789, mas o debate e a forma de votação que seria usada criaram um impasse. Veio junho, e o terceiro estado, associado a membros dos dois outros estados, declarou-se uma Assembleia Nacional e prometeu não se dissolver até que a França tivesse uma constituição e criasse, em Julho, uma Assembleia Nacional Constituinte. No mesmo tempo, os parisienses revoltaram-se, celebremente derrubando a prisão da Bastilha em 14 de julho de 1789.
Nesse tempo, a assembleia criou uma monarquia constitucional, e nos dois anos que se passaram várias leis foram criadas como a Declaração dos direitos do Homem e do Cidadão, a abolição do feudalismo e uma mudança fundamental das relações entre a França e Roma. No início, o rei continuou no trono ao longo dessas mudanças e gozou de uma popularidade razoável com o povo, mas a anti-realeza crescia com o perigo de uma invasão estrangeira. Então o rei, sem poderes, decidiu fugir com a sua família, mas ele foi reconhecido de volta a Paris. Em 12 de janeiro de 1793, sendo convicta sua traição, ele foi executado.
Em 20 de setembro de 1792, a convenção nacional aboliu a monarquia e declarou a França uma república. Devido à eminência das guerras, a convenção nacional criou o Comitê de Salvação Pública controlado por Maximilien Robespierre do partido dos jacobinos, para atuar como executivo do país. Sob Robespierre o comitê iniciava o Reino do Terror, no qual cerca de 40 000 pessoas foram executadas em Paris, na maioria nobres, apesar de, frequentemente, faltarem evidências. Por todo o país, insurreições contra-revolução foram brutalmente reprimidas. O regime foi posto abaixo no golpe de 9 Termidor (27 de julho de 1794) e Robespierre foi executado. O regime que se seguiu acabou com o Terror e afrouxou a maioria das regras extremas de Robespierre.

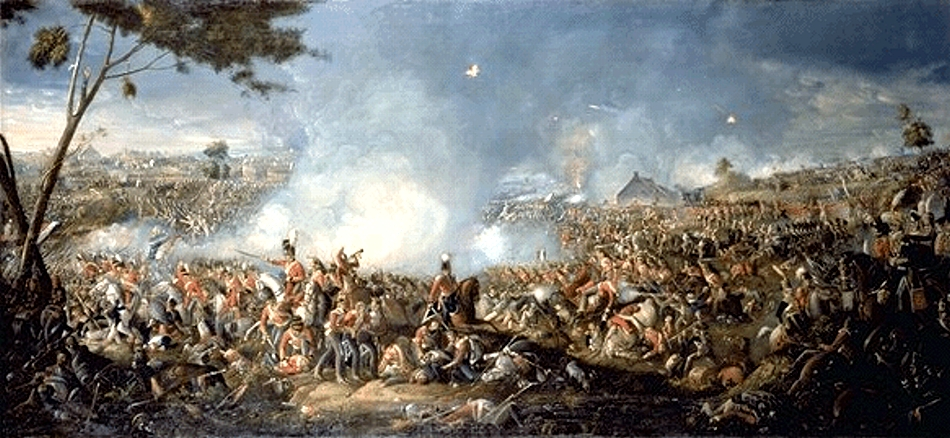
A Batalha de Waterloo, onde Napoleão foi derrotado pelo Duque de Wellington em 1815

Napoleão Bonaparte foi o general francês que mais obteve sucesso nas guerras da revolução, tendo conquistado muitos dos Estados da península Itálica e forçado os austríacos à paz. Em 1799, retornou do Egito e em 18 de Brumário (9 de novembro) subjugou o governo, substituindo-o pelo seu Consulado, do qual tornou-se o primeiro Cônsul. Em 2 de dezembro de 1804, depois duma tentativa de assassinato, ele coroou-se imperador. Em 1805, Napoleão planejou invadir a Grã-Bretanha, mas a recém-criada aliança entre britânicos, russos e austríacos (Terceira Coalizão) forçou-o a direcionar a atenção para o continente, quando ao mesmo tempo ele tinha falhado em desviar a Armada Superior Britânica para longe do Canal da Mancha, ocasionando uma decisiva derrota francesa na batalha de Trafalgar em 21 de outubro, e colocando um fim em suas esperanças de invadir a Grã-Bretanha. Em 2 de dezembro de 1805, Napoleão derrotou o exército austro-russo, numericamente superior, em Austerlitz, forçando a Áustria desistir da coalizão e levando à fragmentação do Sacro Império Romano-Germânico. Em 1806, a Quarta coalizão foi formada; em 14 de outubro Napoleão derrotou os prussianos na Batalha de Jena-Auerstedt, marchando através da Alemanha e derrotando os russos em 14 de junho de 1807 em Friedlândia. Os Tratados de Tilsit dividiram a Europa entre França e Rússia e criaram o Ducado de Varsóvia.
Em 12 de junho de 1812, Napoleão invadiu a Rússia com sua Grande Armée de aproximadamente 700 000 soldados. Após as vitórias em Smolensk e Borodino, Napoleão ocupou Moscou, apenas para encontrá-la queimada pelo exército russo em retirada. Assim, ele foi forçado a bater com seu exército em retirada. Na volta seu exército foi arrasado pelos cossacos e sofreu de doenças, fome e com o rigoroso inverno russo. Apenas 20 000 soldados sobreviveram a essa campanha. Em 1813, começou o declínio de Napoleão, sendo derrotado pelo Exército das Sete Nações na Batalha de Leipzig em outubro de 1813.  Ele foi forçado a abdicar depois da Campanha dos Seis Dias e a ocupação de Paris. Sob o Tratado de Fontaineblau ele foi exilado na ilha de Elba. Retornou à França em 1º de março de 1815 e convocou um exército leal, mas foi compreensivelmente derrotado por forças britânicas e prussianas na Batalha de Waterloo em 18 de junho de 1815.

### A formação dos estados modernos

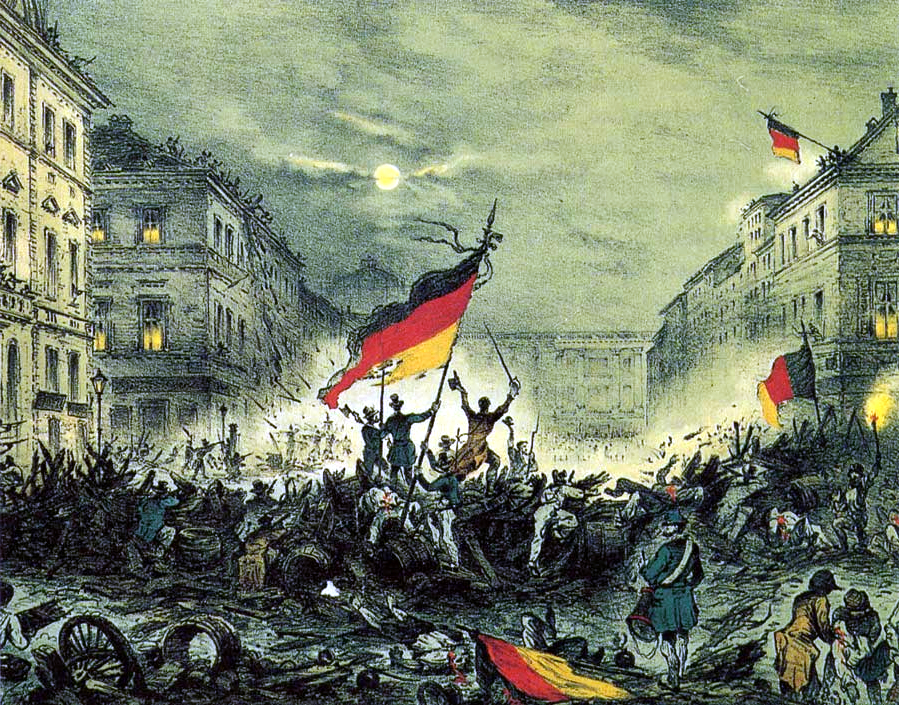
Populares apoiando a Revolução de 1848 em Berlim

Depois da derrota da revolucionária França, outras grandes forças tentaram restaurar a situação existente antes de 1789. Em 1815, no Congresso de Viena, as maiores forças da Europa se organizaram para produzir um pacífico equilíbrio de poder entre os impérios depois das Guerras Napoleônicas (embora estivessem ocorrendo movimentos internos revolucionários) sob o sistema de Matternich. Entretanto, seus esforços foram incapazes de parar a propagação de movimentos revolucionários: a classe média foi profundamente influenciada pelos ideais de democracia da Revolução Francesa, a revolução Industrial trouxe importantes mudanças sócio-econômicas, as classes baixas começaram a ser influenciadas pelas ideias socialistas, comunistas e anarquistas (especialmente unidas por Karl Marx no Manifesto Comunista), e a preferência dos novos capitalistas era o liberalismo. Uma nova onda de instabilidade veio da formação de diversos movimentos nacionalistas (na Alemanha, Itália, Polônia, etc.), buscando uma unidade nacional e/ou liberação do domínio estrangeiro. Como resultado, o período entre 1815 e 1871 foi palco de um grande número de conflitos e guerras de independência. Napoleão III, sobrinho de Napoleão I, retornou do exílio na Inglaterra em 1848 para ser eleito pelo parlamento francês, como o então "Presidente-Príncipe" e num golpe de estado eleger-se imperador, aprovado depois pela grande maioria do eleitorado francês. Ele ajudou na unificação da Itália lutando contra o Império Austríaco e lutou a Guerra da Crimeia com a Inglaterra e o Império Otomano contra a Rússia. Seu império ruiu depois de uma infame derrota para a Prússia, na qual ele foi capturado. A França então se tornou uma fraca república que recusava-se a negociar e foi derrotada pela Prússia em poucos meses. Em Versalhes, o rei Guilherme I da Prússia foi proclamado Imperador da Alemanha. Mesmo que a maioria dos revolucionários tenha sido derrotada, muitos estados europeus tornaram-se monarquias constitucionais, e em 1871 Alemanha e Itália se desenvolveram em estados-nação. Foi no século XIX também que se observou o Império Britânico emergir como o primeiro poder global do mundo devido, em grande parte, à Revolução Industrial e a vitória nas Guerras Napoleônicas.

### Impérios

Paris e a Feira Mundial em 1884

A paz iria apenas durar até que o Império Otomano declinasse suficientemente para se tornar alvo de outros. Isso incitou a Guerra da Crimeia em 1854, e começou um tenso período de pequenos conflitos entre as nações dominantes da Europa que deram o primeiro passo para a posterior Primeira Guerra Mundial. Isso mudou uma terceira vez com o fim de várias guerras que transformaram o Reino da Sardenha e o Reino da Prússia nas nações da Itália e da Alemanha, mudando significativamente o balanço do poder na Europa. A partir de 1870, a hegemonia do Reino da Prússia com o chanceler Otto Von Bismarck na Europa pôs a França em uma situação crítica. Ela devagar reconstruiu suas relações internacionais, buscando alianças com a Grã-Bretanha e Rússia, para controlar o crescente poder da Alemanha sobre a Europa. Desse modo, dois lados opostos se formaram na Europa, incrementando suas forças militares e suas alianças ano a ano.

## Guerras e paz

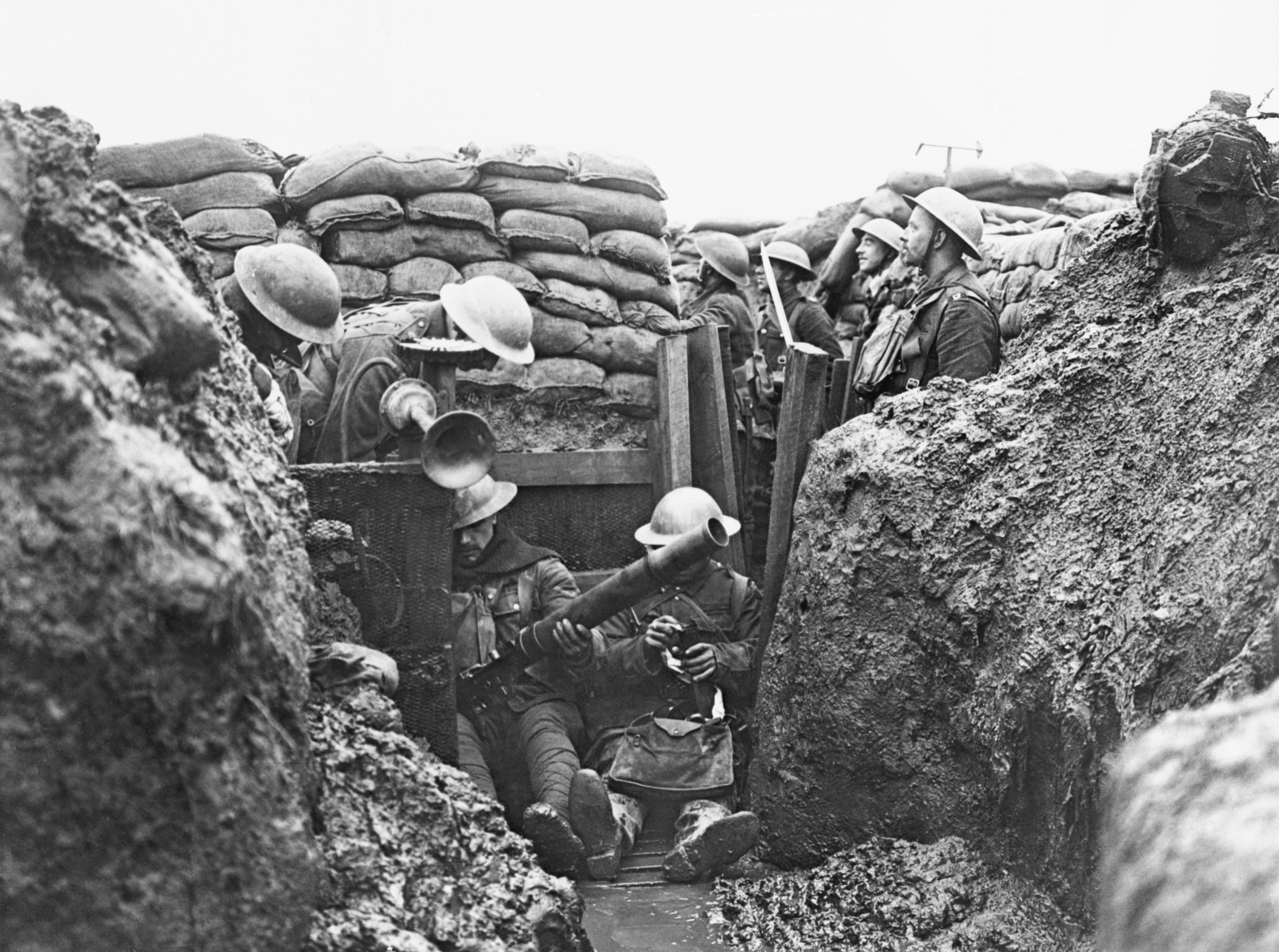
As trincheiras tornaram-se famosos símbolos dos combates da Primeira Guerra Mundial

### Guerras mundiais
Depois da relativa paz na maior parte do século XIX, a rivalidade entre as potências europeias explodiu em 1914, quando a Primeira Guerra Mundial começou. Mais de 60 milhões de soldados europeus foram mobilizados entre 1914 e 1918. De um lado estavam Alemanha, Áustria-Hungria, o Império Otomano e a Bulgária (Poderes Centrais/Tríplice Aliança), enquanto que no outro lado estavam a Sérvia e a Tríplice Entente – a elástica coalizão entre França, Reino Unido e Rússia, que ganhou a participação do Reino de Itália em 1915 e dos Estados Unidos em 1917. Embora o Império Russo tenha sido derrotado em 1917 (a guerra foi uma das maiores causas da Revolução Russa, levando à formação da comunista União Soviética), a Entente finalmente prevaleceu no outono de 1918.
No Tratado de Versalhes (1919) os vencedores impuseram severas condições à Alemanha e aos novos estados reconhecidos (tais como Polônia, Tchecoslováquia, Hungria, Áustria, Iugoslávia, Finlândia, Estônia, Letônia, Lituânia) criados na Europa Central a partir dos extintos impérios Alemão, Austro-Húngaro e Russo, supostamente na base da auto-definição. A maioria desses países entraria em guerras locais, sendo a maior delas a Guerra Polaco-Soviética (1919-1921). Nas décadas seguintes, o medo do comunismo e a Grande Depressão (1929-1943) levaram grupos extremistas nacionalistas - sob a categoria do fascismo – na Itália (1922), Alemanha (1933), Espanha (depois da guerra civil, terminada em 1939) e em outros países como a Hungria.

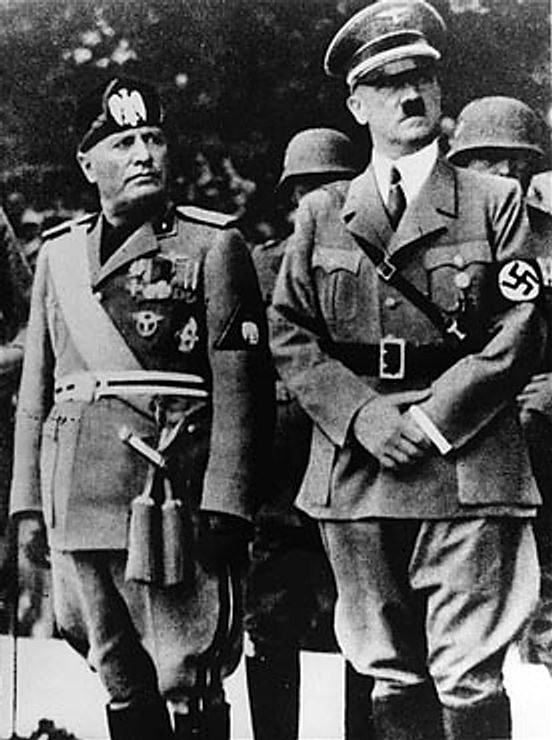
Hitler e Mussolini formaram o Pacto do Eixo e dominaram a maior parte da Europa na fase inicial da Segunda Guerra Mundial

Depois de aliar-se com a Itália de Benito Mussolini no Pacto de Aço e assinar o pacto de não-agressão com a União Soviética, o ditador alemão Adolf Hitler começou a Segunda Guerra Mundial em 1º de setembro de 1939 invadindo a Polônia, depois de uma expansão militar ocorrida no final da década de 1930. Após sucessos iniciais (principalmente a conquista do oeste da Polônia, grande parte da Escandinávia, França e os Balcãs antes de 1941), as forças do Eixo começaram a enfraquecer-se em 1941. Os principais oponentes ideológicos de Hitler eram os comunistas da Rússia, mas por causa da falha alemã em derrotar o Reino Unido e das falhas italianas no norte da África e no Mediterrâneo, as forças do Eixo se resumiram à Europa Ocidental, Escandinávia, além de ataques a África. O ataque feito posteriormente à União Soviética (que junto com a Alemanha dividiu a Europa central em 1939-1940) não foi feito com a força necessária. Apesar de um sucesso inicial, o exército alemão foi parado perto de Moscou em dezembro de 1941.
Apenas no ano seguinte o avanço alemão foi parado e começaram as derrotas, como por exemplo, nas batalhas de Stalingrado e Kursk. Nesse interim, o Japão (aliado de Alemanha e Itália desde setembro de 1940) atacou os britânicos no Sudeste Asiático e os Estados Unidos no Havaí em 7 de dezembro de 1941; a Alemanha então completou sua expansão declarando guerra aos Estados Unidos.  A guerra aumentou a tensão entre o Eixo (Alemanha, Itália e Japão) e os Aliados (Reino Unido, União Soviética e os Estados Unidos). As forças aliadas venceram no norte da África e invadiram a Itália em 1943, e a ocupada França em 1944. Na primavera de 1945, a Alemanha foi invadida pelo leste pela União Soviética e pelo oeste pelos Aliados; Hitler cometeu suicídio e a Alemanha se rendeu no começo de maio acabando com a guerra na Europa.
O período foi marcado também por um industrializado e planejado genocídio de mais de 11 milhões de pessoas, incluindo a maioria dos judeus da Europa e ciganos, assim como milhões de poloneses e eslavos soviéticos. O sistema soviético de trabalho forçado, as expulsões da população da União Soviética e a grande fome da Ucrânia tiveram semelhante carga de mortes. Durante e depois da guerra, milhões de civis foram afetadas pelas forçadas transferências da população.

### Guerra Fria

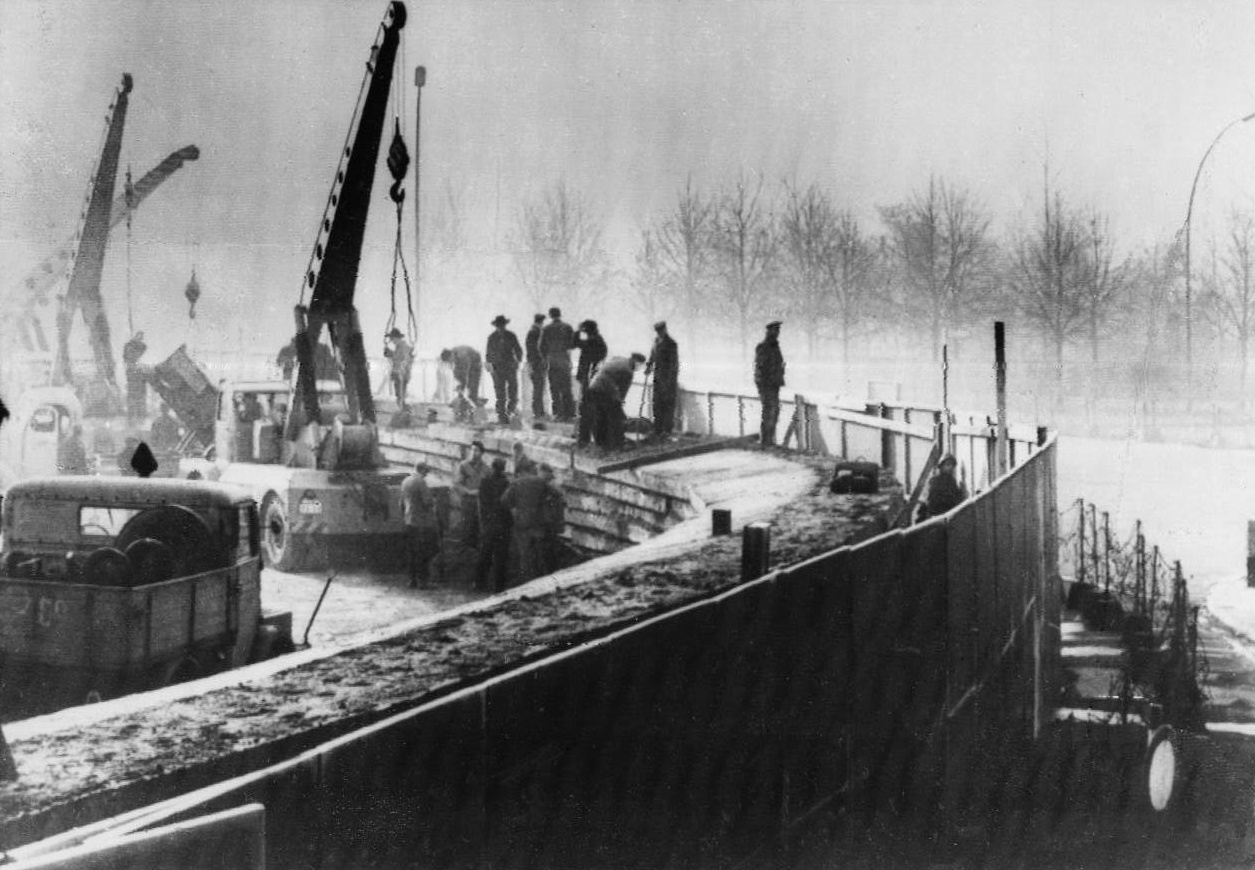
Trabalhadores da Alemanha Oriental construindo o Muro de Berlim, 20 de novembro de 1961

A Primeira e especialmente a Segunda Guerra Mundial acabaram com a preponderante posição da Europa Ocidental. O mapa do continente foi redesenhado na Conferência de Yalta e dividido se tornou a principal zona de contenção na Guerra Fria entre dois blocos, os países ocidentais e o bloco Oriental. Os Estados Unidos e a Europa Ocidental (Reino Unido, França, Itália, Países Baixos, Alemanha Ocidental, etc.) estabeleceram a aliança da OTAN como proteção contra uma possível invasão soviética. Depois, a União Soviética e o Leste Europeu (Polônia, Tchecoslováquia, Hungria, Romênia, Bulgária e Alemanha Oriental) estabeleceram o Pacto de Varsóvia como proteção contra uma possível invasão dos Estados Unidos.
Na mesma época, a Europa Ocidental lentamente começou um processo de integração política e econômica, desejando um continente unido e integrado para prevenir outra guerra. Esse processo resultou naturalmente no desenvolvimento de organizações como a União Europeia e o Conselho da Europa. O movimento Solidarność que aconteceu na década de 1980 enfraqueceu o governo comunista na Polônia, foi o começo do fim do domínio comunista na Europa Oriental e o declínio da União Soviética. O líder soviético Mikhail Gorbachev instituiu a Perestroika e a Glasnost, que enfraqueceram oficialmente a influência soviética na Europa Oriental. Os governos que davam suporte aos soviéticos entraram em colapso e a Alemanha Ocidental anexou a Alemanha Oriental em 1990. Em 1991, a própria União Soviética] ruiu, dividindo-se em 15 estados, com a Rússia tomando o seu lugar no Conselho de Segurança da ONU. Entretanto, a separação mais violenta aconteceu na Iugoslávia, nos Balcãs. Quatro (Eslovênia, Croácia, Bósnia e Herzegovina e Macedônia do Norte) das seis repúblicas iugoslavas declararam independência e para a maioria delas uma violenta guerra se seguiu, em algumas partes até 1995. Em 2006, Montenegro se separou e declarou independência, seguido por Kosovo, formalmente uma província autônoma da Sérvia, em 2008, e descaracterizando completamente o antigo mapa da Iugoslávia. Na era pós-guerra fria, OTAN e a União Europeia foram gradualmente admitindo a maioria dos antigos estados membros do Pacto de Varsóvia.

### Reunificação e integração
Em 1992, o Tratado de Maastricht foi assinado pelos então membros da União Europeia. Isso transformou o "Projeto Europeu" de ser uma comunidade econômica com certos aspectos políticos, numa união com uma intensa cooperação e prosperidade baseada em uma união de soberanias nacionais.
Em 1985, o Acordo de Schengen estabeleceu uma área sem fronteiras e sem controle de passaporte entre os estados que o assinaram.

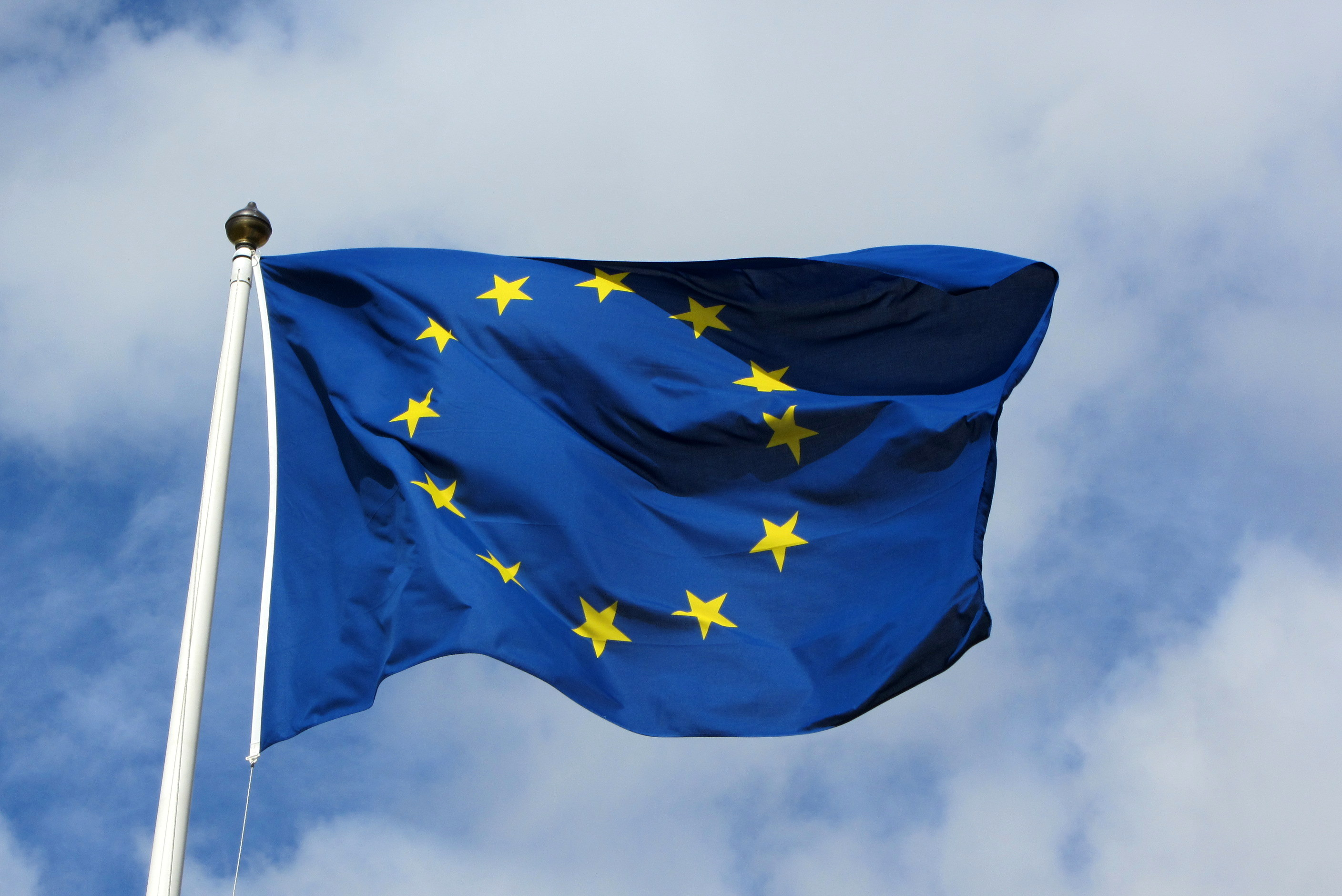
Bandeira europeia, símbolo da reunificação do continente e de organizações como a União Europeia e o Conselho da Europa.

Uma moeda comum para a maioria dos estados membros da União Europeia, o euro, foi estabelecida eletronicamente em 1999, oficialmente partilhando todas as moedas de cada participante com os outros. A nova moeda foi posta em circulação em 2002 e as velhas foram retiradas dos mercados. Apenas três países dos quinze Estados-membros decidiram não aderir ao euro (Reino Unido, Dinamarca e Suécia). Em 2004, a UE deu ordem à sua maior expansão, admitindo 10 novos membros (oito dos quais antigos estados comunistas). Outros dois ingressaram no grupo em 2007, num total de 27 nações.
Um tratado estabelecendo uma constituição para a UE foi assinado em Roma em 2004, com a intenção de substituir todos os antigos tratados com apenas um só documento. Entretanto, sua ratificação nunca foi feita devido à rejeição de franceses e holandeses via referendo. Em 2007, concordou-se em substituir aquela proposta com um novo tratado reformado, o Tratado de Lisboa, que iria entrar como uma emenda ao invés de substituir os tratados existentes. Esse tratado foi assinado em 13 de dezembro de 2007, e vai entrar em vigor em janeiro de 2009, se ratificado até essa data. Isso dará a União Europeia seu primeiro presidente permanente e ministro de relações exteriores.
Os Balcãs são a parte da Europa que mais deseja aderir à União Europeia, com a adesão da Croácia em 2013 a ser a mais recente.